# Средневековый Париж
Средневековый Париж являлся одним из крупнейших городов Западной Европы. Его история охватывает периоды правления четырёх королевских династий — Меровингов (V—VIII века), Каролингов (VIII—X века), Капетингов (X—XIV века) и Валуа (XIV—XVI века). Издавна город был разделён на три условные части — остров Ситэ, северное правобережье и южное левобережье, каждая из которых имела свои индивидуальные особенности развития. С северной стороны к средневековому Парижу примыкал холм Монмартр, а с южной — более пологие холмы Сент-Женевьев (в районе которого сложился знаменитый Латинский квартал) и Монпарнас. Примерные границы средневекового города совпадают с территорией, которую сегодня занимают первые шесть округов Парижа и часть VII округа.
Активно развиваясь на основе галло-римской Лютеции в эпоху Меровингов, при Каролингах Париж утратил столичный статус, а с ним — былой политический вес и торговую оживлённость. Но в эпоху Капетингов город быстро наверстал упущенное, став ещё и влиятельным университетским центром всей Западной Европы, а также наиболее авторитетным европейским центром теологии. Благоустройство средневекового Парижа завершилось в основном в XIII веке, в первой половине XIV века рост города продолжился, но затем приостановился. На первую половину XV века пришёлся период упадка столицы (за годы Столетней войны она потеряла около половины населения и местами была значительно разрушена), но к концу Средневековья Париж восстановился и начал вновь расширяться.

## История

### Наследие галло-римского Парижа
Зародившись на острове Ситэ как торговое и рыбацкое поселение паризиев под названием Лютеция, в I веке город превратился в римское укрепление Паризиорум (или Паризия). С Ситэ, который пересекала важная военная дорога, на берега Сены были переброшены деревянные мосты. Это способствовало тому, что постепенно поселение расширилось на левый, более высокий берег реки. К III веку Паризиорум превратился в типичный римский город той эпохи с характерными для него строениями — дворцами, богатыми домами знатных горожан (костяк местного патрициата составляли члены гильдии лодочников), храмами, термами, акведуком и театром (галлы предпочитали селиться на Ситэ, а римляне — на левом берегу). Около 275 года (по другим данным — в 280 году) античный город, особенно его левобережная часть, был разорён германским племенем алеманнов. В IV веке за городом закрепилось название Париж (фр. Paris).
К началу раннего Средневековья в нём ещё были заметны следы галло-римского города. В западной части Ситэ находился дворец римского наместника, а в восточной — храм Юпитера. По периметру острова возвышались крепостные стены с двумя воротами у мостов (на строительство этих стен в середине IV века пустили часть камней разрушенного германцами римского города). На левобережье, на холме Сент-Женевьев (современный V округ, кварталы вдоль бульвара Сен-Мишель) и вокруг него были видны остатки римского форума с храмом, малыми и большими термами, акведуком, дворцами, лавками и амфитеатром, а вершину холма Монмартр венчал храм Меркурия (в 1133 году Людовик VI основал на Монмартре бенедиктинское аббатство, а в конце XV века остатки римских терм были включены в состав аббатства Клюни). Но значение античной Лютеции для формирования дальнейшей планировки города было весьма существенным. Направление старой римской дороги, пересекавшей Ситэ, предопределило развитие города не только вдоль реки, но и вдоль этой оси юг — север (сейчас она проходит по улице Сен-Жак на левобережье, улице де ла Ситэ, пересекающей остров поперёк, и улице Сен-Мартен на правом берегу; параллельно ей идёт линия бульваров Сен-Мишель и Севастопольского).

### Эпоха Меровингов
В 451 году Парижу угрожала армия вторгшегося в Галлию Аттилы, но вскоре гунны были разбиты римлянами и союзными им вестготами. В 470 году войска Хильдерика I из династии Меровингов разграбили западные окрестности Парижа и начали длительную осаду города (на правом берегу в 476 году ими была построена дозорная башня Лёвёр, от которой позже и произошло название Лувра). В 486 году Хлодвиг I в союзе с другими франкскими вождями захватил северную часть Галлии до Луары, в том числе после пятилетней осады взял Париж, объявив его в 508 году своей резиденцией (по другим данным, благодаря договорённости со Святой Женевьевой король мирно занял город). После принятия христианства (496 год) Хлодвиг основал на холме Сент-Женевьев церковь Святых Петра и Павла, где и был захоронен после своей смерти в 511 году (рядом с покровительницей Парижа Святой Женевьевой, именем которой и стало называться аббатство; ныне на его месте расположен лицей Генриха IV с башней Клови или башней Хлодвига). Также в начале VI века были построены церкви Святого Марселя и Святого Юлиана Бедняка возле Малого моста. В 543 году Хильдеберт I для хранения королевских реликвий, привезённых им из Испании, основал базилику Сент-Круа-Сен-Венсан (вскоре она была переименована в аббатство Сен-Жермен-де-Пре, ставшее одним из самых влиятельных в городе — монастырю принадлежали земли современных VI и VII округов, виноградники, ремесленные мастерские и большая ярмарка). На острове Ситэ возникли женские монастыри Сен-Кристоф и Сен-Марсиаль, а на противоположных берегах Сены — мужские монастыри Сен-Лоран и Сен-Венсан. Во второй половине VI века в Париже состоялось шесть церковных соборов, что подчёркивало возросшую религиозную роль города во владениях Меровингов. Сильно пострадав от большого пожара 585 года, уничтожившего часть построек на острове Ситэ, Париж стал активно развиваться на обоих берегах Сены.
Но Ситэ продолжал оставаться центром города. Внутри крепостных стен находились дворцы короля и епископа, школа и построенный по указу Хильдеберта I пятинефный собор Сент-Этьенн, являвшийся одним из крупнейших в Галлии (стоял на месте современного собора Парижской Богоматери). На правобережных холмах были возведены церкви Сен-Жан-де-ла-Бурши, Сен-Жерве и Сен-Жан-де-Грев. В VI веке произошло обособление трёх основных частей Франкского государства — Нейстрии (северо-западной Галлии с центром в Париже, населённой преимущественно романизированным галло-римским населением), Австразии и Бургундии. После смерти Хильдеберта I (558 год) Париж отошёл его брату Хлотарю I, в 561 году — сыну Хлотаря Хариберту I, а в 567 году оказался в совместном владении королей Гунтрамна, Сигиберта I и Хильперика I, братьев Хариберта I (ни один из них не мог приехать в Париж без согласия двух других). В 614 году Хлотарь II созвал в Париже духовный собор, на котором был принят так называемый «Парижский эдикт», усиливший влияние церкви и узаконивший некоторые уступки знати. Он же построил себе дворец в Клиши-ла-Гаренн, ставший резиденцией и его сына Дагоберта I, после чего политическая роль Парижа начинает снижаться, а сам город приходит в упадок. Меровингские короли, получившие прозвище «ленивых», переезжали из одного дворца в другой, реальная власть постепенно оказалась в руках их майордомов. Победа майордома Пипина II Геристальского из династии Пипинидов над королём Теодорихом III в 687 году ещё более усилила Австразию и, напротив, ослабила Нейстрию.

### Эпоха Каролингов
В 751 году Пипин Короткий провозгласил себя королём, положив начало новой династии Каролингов, при которой Париж играл второстепенную роль (после переноса Карлом Великим своей столицы в Ахен население Парижа сократилось, город всё больше приходил в упадок, внешние укрепления обветшали). Начиная с 845 года долина Сены становится основным направлением норманнских завоеваний. В 856—857 годах норманны разграбили левобережный Париж, в том числе аббатство Святой Женевьевы, а также другие церкви и крестьянские хозяйства. В 861 году опустошению подверглось аббатство Сен-Жермен-де-Пре, а всё окрестное население сконцентрировалось в крепости на острове Ситэ. В ноябре 885 года к стенам Парижа подошли флотилия из 700 судов и около 40 тыс. воинов под командованием норманнского вождя Зигфрида. Несмотря на тяжёлую осаду, длившуюся более года, и эпидемию чумы, вспыхнувшую в городе, Париж под руководством графов Гуго Аббата и Эда Парижского, а также епископа Гозлена отстоял свою свободу (одним из самых героических эпизодов обороны стало сражение 6 февраля 886 года у Малого моста). Слабость Карла III и его нерешительность в борьбе с норманнами привели к тому, что в 887 году он был лишён короны, а на престол в 888 году взошёл популярный у парижан Эд I из династии Робертинов. После снятия норманнской осады старый римский каменный мост через Сену (на месте нынешнего моста Нотр-Дам) сменился новым Большим мостом, построенным на 150 метров выше по течению (ныне — мост Менял). На правобережье, возле начала Большого моста возвели крепость Большой Шатле, а на левобережье, возле Малого моста — крепость Малый Шатле (обе башни, заложенные ещё при Карле II Лысом, охраняли въезды на Ситэ и в дальнейшем несколько раз перестраивались).

### Эпоха Капетингов
Феодальная раздроблённость Франции привела к длительной борьбе за престол между представителями и сторонниками двух династий — Каролингов и Робертинов (последние владели графством Парижским и герцогством Иль-де-Франс). Этим попытался воспользоваться молодой германский император Оттон II Рыжий, 60-тысячное войско которого в октябре 972 года подошло к Парижу, но так и не решилось на штурм. С конца IX и до конца X века представители двух династий сменяли друг друга на престоле, пока в 987 году на съезде духовных и светских сеньоров Франции королём не был избран Гуго Капет из дома Робертинов, положивший начало династии Капетингов (с этого времени и на протяжении более трёх веков Париж был столицей этой династии). Личными владениями (доменом) Гуго были земли по Сене и Луаре с городами Парижем, Орлеаном, Санлисом, Этампом, но даже здесь власть короля была слаба. Путь из Парижа в Орлеан проходил через владения строптивых, а порой и мятежных феодалов, которые признавали короля своим сюзереном лишь формально (они возводили на торговых дорогах свои замки, взимали подати, грабили купцов и нередко угрожали самому королю). Впрочем, и короли не отличались особым благочестием, например, Филипп I однажды ограбил итальянских купцов, проезжавших через его домен. Если в других городах Северной Франции того периода уже появлялись зачатки самоуправления, то королевский Париж не пользовался правами коммуны (такие города назывались фр. villes de bourgeoisie — «буржуазными городами»). Здесь управление было поделено между представителями короля и горожан.
Роберт II Благочестивый, желавший искупить своё отлучение от Церкви, перестроил Сен-Жермен-л'Осеруа и разорённый норманнами Сен-Жермен-де-Пре, расширил королевский дворец на острове Ситэ и построил в нём часовню Святого Николая (на месте будущей Сент-Шапель). Его сын Генрих I на месте старой капеллы Святого Мартина основал монастырь Сен-Мартен-де-Шан, наделив его особыми привилегиями и фактической автономией от власти папы. Король Филипп I присоединил к своим владениям Гатине, Жизор и Бурж, Людовик VI Толстый значительно укрепил безопасность домена, а Филипп II Август вчетверо расширил его, подчинив себе мелких вассалов. Таким образом, к концу XII века Париж окончательно закрепил своё главенствующее положение среди городов-конкурентов, ранее подвластных могущественным феодалам. Но он ещё долго испытывал последствия норманнских нашествий и феодальной вольницы. На сильно пострадавшем левобережье многие церкви и монастыри лежали в руинах, а в 1111 году граф Мёлана сжёг оба моста через Сену, соединявших остров с берегами. Большинство парижан продолжали тесниться на Ситэ, а за власть в городе соперничали партии короля и епископа. Резиденцией монарха оставался дворец в западной части острова, реставрированный при Роберте II, а дворец епископа своими пристройками даже выходил за пределы Ситэ, значительная часть которого принадлежала духовенству.
Теснота Ситэ вынуждала горожан селиться за пределами старых крепостных стен, особенно на правом берегу Сены, где в конце XI века существовало лишь три квартала: Сен-Жермен-л’Осеруа, Сен-Жерве и Сен-Мартен-де-Пре. Именно вокруг них в XII—XIII веках вырос новый торговый центр Парижа, где интенсивно развивались ремёсла и быстро росло число цехов. Толчком к преображению правобережья явилось расширение порта вдоль Гревской набережной и строительство рынка Шампо. Левый берег жил более размеренной жизнью, вокруг аббатств Сен-Жермен-де-Пре, Сент-Женевьев и Сен-Марсель раскинулись поля и виноградники. Дальнейшее развитие этой части Парижа во многом было связано с основанием в XII веке знаменитого университета, благодаря которому город стал одним из важнейших европейских центров образования. Предшественниками университета были школы в монастырях Сен-Виктор, основанная Гуго Сен-Викторским, и Сент-Женевьев, где читал лекции Пьер Абеляр.
Правление Филиппа II Августа (1180—1223 года), которого называли «первым королём Парижа и вторым его основателем после Хлодвига», знаменует расцвет города, который перестаёт быть простым торговым узлом. В 1202—1204 годах Филипп II завоевал Нормандию, приобретя контроль над нижним течением Сены, благодаря чему королевские владения получили выход к морю. Париж, который окончательно стал в это время столицей Франции, быстро превратился в богатый торговый город и интеллектуальный центр Средневековья. Хотя Филипп II и покровительствовал другим городам Франции, желая подорвать влияние тамошних феодалов, в своём домене он противился созданию коммун, ревниво оберегая единство королевской власти (его интересы в городе по-прежнему представлял королевский прево, а интересы городской верхушки — купеческий прево). Но и богатые горожане имели рычаги влияния, ведь именно они с 1160 года назначали одного из прево и четырёх эшевенов.
Париж часто подвергался разрушительным наводнениям, после которых властям приходилось восстанавливать мосты и укреплять береговую линию. В 1196 году крупное наводнение снесло оба моста через Сену, а король был вынужден покинуть дворец на Ситэ и укрыться на холме Сент-Женевьев. В декабре 1206 года новое половодье полностью затопило Париж, жители которого передвигались исключительно на лодках. Многие дома были разрушены, уцелевшие сильно покосились под напором воды, а Малый мост пошёл трещинами. Парижане даже устроили многолюдную процессию с выносом мощей своей покровительницы — Святой Женевьевы, прося у святой защиты от стихии (после прохода процессии на остров Ситэ и обратно три арки Малого моста рухнули в Сену). Наводнение 1219 года вновь затопило Малый мост, и горожане переправлялись с берега на берег на лодках.
Филипп II был охвачен страстью к строительству, при нём были вымощены главные парижские улицы и площади, находившиеся до этого в ужасном состоянии, построены крепость Лувр, новые крепостные стены и крупный продовольственный рынок Шампо. Крепостная стена, возведённая на средства короны и города, определила новые границы Парижа и как бы символизировала защиту горожан королём, находившимся в крестовом походе. В 1190—1200 годах стена высотой 2 метра оградила только кварталы правобережья. Через два десятилетия она охватила и левый берег, но там уже достигла в высоту 8—9 метров. Оба эти полукружия имели ворота в направлении Руана, Дрё, Орлеана, Санса и других крупных городов. За четверть века Париж превратился в наиболее защищённый город королевства, и, кроме того, стена служила для парижан объединяющим фактором, постепенно приучавшим их чувствовать себя частью общего единства. В 1190—1202 годах у стены построили Луврский донжон, имевший 15 метров в диаметре у основания, 31 метр в высоту и стены 4-метровой толщины, который окружали четыре башни высотой 25 метров каждая. Лувр стал важнейшим элементом оборонной системы правобережья, прикрывая Париж с северо-запада (сюда же перенесли арсенал, архивы и часть казны).
В годы правления Людовика VIII (1223—1226), Людовика IX (1226—1270), Филиппа III (1270—1285) и Филиппа IV (1285—1314) Париж продолжал развиваться и процветать, что способствовало росту населения и новому строительству. Основное время короли проводили в столице, руководя городом через своего прево, который ведал обороной, правопорядком и судом Парижа (его резиденцией являлся Большой Шатле). В замке Тампль находились Счётный двор и главная резиденция ордена тамплиеров. Безопасность в городе совместными усилиями обеспечивали королевский и ремесленный дозоры. На протяжении всего XIII века Жан де Шелль и Пирр де Монтрёй достраивали собор Парижской Богоматери, который прирастал башнями, галереями и порталами. Людовик IX подарил Парижу великолепную Сент-Шапель, освящённую в 1248 году.
В 1251 году значительную часть Франции охватило крестьянское восстание, известное как первый крестовый поход «пастушков» (их целью было освобождение из мусульманского плена короля Людовика IX). Огромные народные массы двинулись с севера Франции на Париж, громя по дороге усадьбы богачей и монастыри. «Пастушки» беспрепятственно вошли в столицу, где их предводитель, называемый «учителем из Венгрии», проповедовал в церквях, после чего возбуждённая толпа учиняла расправы над священниками и монахами. Из Парижа «пастушки» двинулись на юг, продолжая погромы и в других городах. К началу XIV века крупнейшим европейским ростовщиком был духовно-рыцарский орден тамплиеров. В 1307 году по указу Филиппа IV все французские тамплиеры были арестованы, а их имущество конфисковано (суд над ними проходил в аббатстве Святой Женевьевы). 18 марта 1314 года последний великий магистр ордена Жак де Моле был сожжён на костре на Еврейском острове (ныне это западная оконечность острова Ситэ). При Филиппе Красивом королевский дворец на острове Ситэ был существенно расширен, а сам остров обнесён новой стеной.

### Эпоха Валуа
В 1328 году, со смертью Карла IV Красивого, династия Капетингов прекратилась, и на престол вступила новая династия Валуа, при первом короле которой, Филиппе VI, началась затяжная война с Англией, получившая в истории название Столетней (1337—1453 года). Военные налоги тяжёлым бременем ложились на население, ремёсла и торговля были подорваны, что вызвало безработицу среди городских ремесленников и подмастерьев. В ноябре 1347 года Филипп VI созвал Генеральные штаты, но ему с большим трудом удалось получить от парижан дополнительные средства, необходимые для ведения войны, найма солдат и закупки лошадей. Летом 1348 года Париж и окрестности сильно пострадали от эпидемии чумы, ставшей известной как «чёрная смерть». Все эти тяготы, помноженные на военные поражения и обесценивание национальной валюты, подорвали авторитет феодалов в глазах народа и вызвали крайнее озлобление парижан, особенно в отношении правительства и рыцарей. В 1356 году, в ответ на роспуск дофином Карлом Генеральных штатов, в городе вспыхнуло восстание, которое возглавил купеческий прево Этьен Марсель (Карл являлся регентом Франции во время отсутствия своего отца, Иоанна II Доброго, пленённого англичанами вместе с младшим сыном Филиппом в битве при Пуатье). Новые Генеральные штаты, созванные в феврале 1357 года, опираясь на поддержку богатого парижского купечества и восставших масс, выработали обширную программу реформ («Великий мартовский ордонанс»), которая значительно ограничивала власть дофина. В том же 1357 году «Дом на ножах» (ныне на этом месте расположен Отель-де-Виль), ранее служивший резиденцией цеха торговцев водой, заняла городская канцелярия.
Этьен Марсель, наблюдая неудачи французов в войне, решает удлинить крепостную стену Парижа, обезопасив тем самым городские кварталы правобережья. Эта стена, третья по счёту после укреплений, построенных римлянами и Филиппом II Августом, вскоре будет названа именем Карла V. Её строительство продолжалось более четверти века и пришлось на период мирной передышки. Это мощное фортификационное сооружение длиной в 5 км и с двумя широкими рвами замыкало городскую стену вокруг Парижа. Оно включило в свой состав крепость Лувр, а на востоке ключевым звеном оборонительной системы стала крепость Бастилия, законченная в 1383 году. Также стену усиливали шесть укреплений-бастид — Сент-Оноре, Монмартр, Сен-Дени, Сен-Мартен, Тампль и Сент-Антуан (на месте последней и выросла Бастилия). Одновременно со строительством стены Карла V на левобережье была восстановлена и местами укреплена стена Филиппа II.
Духовные и светские феодалы не желали подчиняться диктату горожан. Чувствуя их поддержку, дофин уволил советников, навязанных ему Генеральными штатами. В ответ на это (а также на убийство соратника прево Перрено Марка) в феврале 1358 года толпа во главе с Марселем ворвалась в королевский дворец и в присутствии Карла убила людей из его ближайшего окружения — маршала Шампани Жана де Конфлана и маршала Нормандии Робера Клермонского. Марсель надел на голову испуганного Карла сине-красный (цветов Парижа) шаперон и пообещал ему безопасность и своё покровительство. В марте дофину удалось бежать из Парижа, после чего он приказал взять столицу в продовольственную блокаду и начал готовиться к осаде города. Марсель, со своей стороны, искал поддержки у других городов и набирал наёмные войска. В мае 1358 года в стране вспыхнуло крупное крестьянское восстание — Жакерия (сначала оно охватило область Бовези к северу от Парижа, затем распространилось на Иль-де-Франс, Пикардию и Шампань). Марсель стремился использовать крестьян против дофина, их объединённые отряды разрушали укрепления и заставы, мешавшие подвозу продовольствия в окружённый Париж, но 10 июня 1358 года феодальное ополчение, состоявшее из французских рыцарей и английских наёмников, разбило силы «жаков».
После расправы с восставшими король Наварры Карл II, и раньше интриговавший против французской короны и имевший определённые шансы на неё, появился в Париже и начал за спиной своего бывшего союзника Марселя переговоры с дофином. Тем временем солдаты Карла II из числа английских наёмников промышляли грабежами в окрестностях столицы, чем вызвали резкое недовольство местного населения. Кроме того, городская беднота, уставшая от нехватки продовольствия и междоусобиц предводителей восстания, охладела и к Марселю, отстаивавшему интересы преимущественно богатых парижан (многие вчерашние сторонники мятежного прево не простили ему союз с англичанами и встали под знамёна эшевена Жана Майяра, который поддерживал дофина). 31 июля 1358 года люди Майяра убили Марселя во время ночного обхода им сторожевых постов бастиды Сент-Антуан (по другой версии он пытался открыть ворота англичанам) и 2 августа впустили дофина в Париж. Тот жестоко подавил восстание, а Карл II был вынужден покинуть город. Дофин собрал в столице Генеральные штаты, на которых парижане отвергли мирный договор Иоанна II и согласились выделить средства на продолжение войны с англичанами. Став в 1364 году королём Франции (после смерти в английском плену своего отца), Карл V всё же провёл ряд реформ, восстановивших авторитет власти в глазах народа. Генеральные штаты были фактически заменены собраниями нотаблей, на которые король приглашал крупных феодалов, высших духовных лиц, а также отдельных представителей городской верхушки и Парижского университета.
При слабом и психически больном короле Карле VI, который в 1380 году триумфально вступил в Париж после коронации в Реймсе, в стране началась ожесточённая борьба двух феодальных партий — «бургиньонов» (во главе которых стояли герцоги Бургундские, младшая линия Валуа) и «арманьяков» (их возглавляли герцоги Орлеанские и их родственники — графы Арманьяки). В декабре 1381 года толпа возмущённых студентов, ремесленников и монахов взбунтовалась против королевского прево Юга Обрио. В марте 1382 года, в ответ на усиление налогового гнёта, поднялись мелкие мастера и подмастерья Парижа (это движение получило название «восстания майотенов» или «восстания молотобойцев», так как восставшие вооружились боевыми молотами). «Майотены» захватили ратушу и арсенал, нападали на сборщиков налогов и королевских чиновников, освобождали из тюрем заключённых, грабили богатые дома и аббатства. В январе 1383 года армия короля жестоко расправилась с бунтовщиками, а Карл VI лишил Париж всех муниципальных свобод, в том числе права иметь купеческого прево и эшевенов (1 марта он даровал городу прощение, за которое, впрочем, пришлось заплатить 100 тыс. ливров).
В начале 1413 года были созваны Генеральные штаты, озвучившие жалобы на злоупотребления королевских чиновников. Парижские горожане поддержали требования штатов, но те были бессильны провести свои решения в жизнь. В ответ мелкие торговцы и ремесленники Парижа, уставшие от тяжести налогов и слабости Генеральных штатов, подняли новое восстание под предводительством мясника Симона Кабоша, по имени которого движение было названо «восстанием кабошьенов». Поддержанные могущественной гильдией мясников и влиятельным герцогом бургундским Жаном Бесстрашным, пытавшимся таким образом проложить себе путь к регентству при Карле VI, кабошьены сеяли ужас в кварталах Парижа. Весной и летом 1413 года им удалось закрепиться в Бастилии, в мае они издали и вручили дофину Кабошьенский ордонанс, в котором изложили детальный план реформ, разработанных при участии преподавателей Парижского университета. Сторонники Кабоша казнили ряд лиц, которых они считали виновниками бедствий народа (в том числе королевского прево Пьера Дезэссара), а также заставляли парижан носить свою эмблему — белый шаперон. Летом 1413 года напуганные размахом восстания бедноты богатые горожане и бургиньоны поспешили откреститься от кабошьенов и впустили в город войска орлеанистов — соперников бургундского герцога в борьбе за регентство, которые учинили над восставшими жестокую расправу (Жан Бесстрашный бежал из Парижа 22 августа, а Кабошьенский ордонанс, так и оставшийся на бумаге, вскоре был отменён).
После поражения французов в битве при Азенкуре (1415) англичане постепенно установили свой контроль над всей Северной Францией и даже заняли столицу, а вступившие с ними в открытый союз бургиньоны сделались хозяевами Парижа. Ночью 28 мая 1418 года заговорщики открыли ворота Сен-Жермен-де-Пре перед графом де Лиль-Адамом, который устроил резню сторонников будущего короля Карла VII. Убийство арманьяками 10 сентября 1419 года Жана Бесстрашного склонило парижан к поддержке его сына — Филиппа III Доброго. Тот активно поддержал заключение договора в Труа, согласно которому английский король Генрих V наследовал французскую корону. С 1 декабря 1420 года на целых 16 лет Париж был оккупирован войсками Генриха V, а затем герцога Бедфорда, который в 1422 году стал регентом Франции. Английскому гарнизону, расквартированному в Бастилии, Лувре и Венсенском замке, подчинялись городская знать и даже Парижский университет. В сентябре 1429 года войска Карла VII, незадолго до этого коронованного в Реймсе, и Жанны д’Арк предприняли неудачную осаду Парижа, который обороняли объединённые силы англичан и губернатора де Лиль-Адама. В апреле 1436 года при поддержке де Лиль-Адама и советника Счётной палаты Мишеля де Лайе в Париже случился бунт. Войска Артура де Ришмона взяли приступом ворота Сен-Жак и вошли в Париж. Английские солдаты и отступники из числа французов, забаррикадировавшиеся в Бастилии, вскоре были изгнаны из города под улюлюканье толпы. Но Карл VII, так и не простивший парижанам событий 1418 года, оставался в Турени и вошёл в Париж только 12 ноября 1437 года (за что и получил своё прозвище — Победитель).
Людовик XI, который также не доверял своенравной и переменчивой в своих симпатиях столице (как и отец, он останавливался преимущественно в своём парижском дворце Турнель) и после своей коронации в 1461 году перевёл правительство в Турень, вёл войну против широкой феодальной коалиции, известной как «Лига общественного блага» (её поддерживали Париж и некоторые города Северной Франции). Король потерпел поражение и в октябре 1465 года был вынужден пойти на тяжёлые для него условия мира с Лигой. Но он продолжил борьбу с феодальной знатью и вскоре захватил герцогство Бургундское (1477), затем ему отошёл Прованс (1481). После того как герцогство Бретань в 1491 году было включено во владения Карла VIII, политическое объединение территории Франции, осуществлявшееся королевской властью при поддержке среднего и мелкого дворянства и городской буржуазии, фактически закончилось. Но Париж, в течение более полутора веков живший в ритме войны, политических убийств и смены союзников, а также перенёсший эпидемию чумы, был обескровлен. Полномочия городского управления определял указ от 1415 года, согласно которому канцелярия отвечала за снабжение Парижа всем необходимым, пополнение городской казны и привлечение капитала богатых парижан. Фактически она объединила в себе Малую канцелярию (ядро городского управления, где заседали купеческий прево, королевский прокурор города и четыре эшевена) и Большую канцелярию (которая, кроме тех же должностных лиц, включала ещё и 24 советников, избираемых гражданами).

## Градостроительство и планировка
После захвата франками в конце V века Париж постепенно становится важным центром торговли и ремёсел, а с XII века превращается и в политический центр государства. Развиваясь как типичный раннефеодальный город, Париж интенсивно стирал следы былого римского присутствия. Он вышел за пределы Ситэ и, благодаря античной оси юг — север, пролегавшей по древнеримской дороге, стал расти в сторону холмов — Сент-Женевьев на юге и Монмартр на севере. Но Ситэ (то есть «город»), эта подлинная колыбель Парижа, ещё долго оставался его административным и духовным центром. Здесь размещались королевский замок (нынешний Консьержери), главный собор и резиденция епископа. Два меньших соседних островка долго оставались практически неосвоенными, давая приют небольшой рыбацкой общине (их развитие началось лишь в начале XVII века, ныне это единый остров Сен-Луи).
Левобережный Париж стал оплотом католического духовенства, базировавшегося в аббатствах Сент-Женевьев, Сен-Жермен-де-Пре и Сен-Виктор. Здесь же в конце XII века возник Парижский университет, положивший начало знаменитому Латинскому кварталу (его название произошло от того, что в сфере средневековой науки, образования и богословия царствовала латынь). Средневековые здания Сорбонны не сохранились до наших дней, они были полностью перестроены в XVII веке. На правом берегу в XII веке от набережной до подножия холма Монмартр образовался новый торгово-ремесленный центр Парижа, здесь располагались речной порт, большой крытый рынок Шампо и многочисленные ремесленные мастерские.
Как и все феодальные города Европы, Париж развивался довольно стихийно. По мере необходимости его окружали крепостными стенами, которые оберегали жителей города и ближайших предместий от набегов мятежных феодалов и иноземных захватчиков. Постройка оборонительного кольца началась в конце XII века и продолжалась более 20 лет. К строительству была привлечена огромная масса горожан и крестьян. В начале XIII века на обоих берегах Сены были возведены два полукольца каменных стен, подходивших к самой воде (их общая протяжённость составляла около 5,3 км). Зубчатые стены достигали в толщину до 3 метров у основания, сверху проходил дозорный путь, а через каждые 70—100 шагов возвышались круглые крепостные башни, которых насчитывалось 67 (они фланкировали шесть городских ворот на правом берегу и пять на левом, сооружённых на пути важнейших дорог, связывавших Париж с другими городами). На правобережье за стеной осталось селение Сен-Мартен-де-Шан, а на левобережье — Сен-Марсель и Сен-Жермен-де-Пре, зато в городскую черту попало аббатство Святой Женевьевы, а также пригородные поля, огороды и виноградники (но вскоре большинство из них исчезло вследствие активной застройки новых земель). В середине XIV века на правом берегу, где особенно быстро росла торгово-ремесленная часть города, полукольцо стен пришлось расширить, включив в состав Парижа ряд предместий (на левом берегу власти ограничились лишь модернизацией старой стены).
Новая стена начиналась от того места на берегу Сены, где сейчас берёт начало канал Сен-Мартен (граница IV и XII парижских округов), шла по дуге к дороге на Сен-Дени (сейчас там расположены ворота Сен-Дени, построенные позднее), затем сворачивала вновь к Сене. На концах этой системы укреплений находились два внушительных замка — Бастилия и Лувр. На противоположном от Лувра берегу, рядом с бывшей резиденцией графа де Неля, возвышалась Нельская башня (была разрушена в XVII веке для постройки коллежа Мазарини, ныне — здание Института Франции). Дальнейший рост Парижа привёл к тому, что в начале XVII века это полукольцо укреплений было вновь расширено, продолжено по дуге большего охвата и подведено к Сене ниже по её течению. Старые стены и башни почти не сохранились до наших дней, о них напоминают лишь фрагменты, затерявшиеся в современной городской застройке, дворах и подвалах (например, на правобережной улице Жарден-Сен-Поль или на левобережной улице Кюжаса), да направление так называемых Больших бульваров, проложенных на месте средневековых укреплений.
Внутри городских стен располагались тесно застроенные кварталы с лабиринтом кривых и узких улиц, долго остававшихся немощёными, без тротуаров и со зловонными канавами для сточных вод. Среди моря каменных (в основном каркасных) и деревянных (со временем из-за частых пожаров их старались не строить) домов возвышались храмы. Даже по обе стороны мостов через Сену были обустроены лавки и мастерские с жилыми помещениями купцов и ремесленников. Сразу за стенами начинались сельские предместья — фобуры. В современном Париже от средневековой застройки осталось немного — паутина узких улочек Латинского квартала, скученность правобережья и сохранившиеся строения того периода (комплекс Дворца правосудия с Консьержери и Сент-Шапель, собор Парижской Богоматери, церковь аббатства Сен-Жермен-де-Пре, Венсенский замок, башня Сен-Жак, церковь Сен-Жермен-л'Осеруа). Первые попытки королевских и городских чиновников хоть как-то контролировать и направлять рост Парижа приходятся на конец XV века (власти старались ограничить разрастание застройки вне городских стен и запрещали ремесленникам селиться в пригородах). К этому же периоду относятся и первые планы Парижа, созданные властями для лучшего контроля городского пространства.

## Архитектура
Средневековый Париж оставил великолепные образцы романского зодчества (X—XII века), в котором возродились, хотя и в несколько переработанном виде, основы, заимствованные франками в римской архитектуре. Для романского стиля были характерны тяжёлые пропорции, мощные стены, несущие полуциркульные своды и арочные перекрытия проёмов. Одним из самых заметных парижских памятников архитектуры этого периода является церковь Сен-Жермен-де-Пре, основанная ещё в середине VI века королём Хильдебертом I для хранения туники святого Викентия Сарагосского и ныне расположенная в оживлённой части Латинского квартала (так как в старину она была окружена лугами, это отразилось и в названии: фр. pré — луг). В этом храме были похоронены христианский проповедник, парижский епископ Жермен, после своей смерти в 576 году отнесённый к числу католических святых, а также первые короли династии Меровингов, но в IX церковь была сожжена норманнами. В XI веке была выстроена колокольня, которая и теперь выделяется своей высотой среди более поздней застройки, а в XII веке — основной объём церкви с алтарной частью (в XVII веке храм был вновь перестроен, но колокольня и алтарная часть сохранили свои строгие черты архитектуры раннего средневековья).
Романское зодчество, со всей его проработанностью архитектурных форм и композиций, стало лишь предвестником формирования нового архитектурного стиля — готического, который зародился именно во Франции. И поскольку Париж был столицей, он неминуемо превратился в главную «строительную лабораторию» нового архитектурного мышления. В восточном парижском пригороде Венсен сохранилось в несколько изменённом виде сооружение, заложенное в эпоху раннего Средневековья и сложившееся в эпоху готики — Венсенский замок, одно время являвшийся королевской резиденцией. К 1370 году строительство замка, начатое в XI веке, было завершено. На территории, окружённой мощной стеной и рвом, возвышается жилая башня — донжон. Почти квадратный в плане массив 52-метрового донжона фланкируют четыре угловые круглые башенки. Попасть в замок можно было только через подъёмный мост, переброшенный через ров, и крепостные ворота в стене с девятью башнями. По верху мощных стен проходил боевой ход, который прикрывали навесные бойницы (машикули). Здесь, несколько в стороне от центра Парижа, был создан замкнутый придворный мирок, имевший даже свою небольшую часовню. В современном виде весь комплекс, превращённый в исторический музей, представляет собой характерный памятник средневековой архитектуры XIV века.
Готическая архитектура была вызвана к жизни быстрым ростом городов и необходимостью иметь более вместительные храмы — по сути, главные общественные здания средневековой эпохи. Накопление строительного опыта и технических знаний привело к качественному скачку в сооружении пролётов, сводов и опор. Стала применяться стрельчатая арка, а сводчатые покрытия стали сооружать на каркасной основе из каменных рёбер (нервюр), изготавливавшихся из особо прочного камня. Теперь наружные стены, издавна служившие опорами, утратили свой конструктивный смысл, а своды поддерживались системой открытых полуарок (аркбутанов) и наружных опор (контрфорсов). Это позволило всю поверхность между контрфорсами выполнять из стекла в каменной оправе, положив начало знаменитым средневековым витражам из разноцветного стекла на свинцовых прокладках.
Блестящим образцом готического зодчества является собор Парижской Богоматери (Нотр-Дам-де-Пари), возвышающийся в восточной части острова Ситэ. Около 550 года на месте античного храма Юпитера по велению франкского короля Хильдеберта I была построена базилика Святого Этьена, к которой примыкали баптистерий, посвящённый Иоанну Крестителю, и церковь Богоматери (здесь же была резиденция епископа Германа Парижского). В середине XII века было решено их перестроить и фактически возвести новый, более вместительный храм. Строительство, начатое по инициативе парижского епископа Мориса де Сюлли в 1163 году, велось долго и завершилось лишь в 1343 году (именно тогда были созданы капеллы между контрфорсами и венец капелл вокруг хора). Грандиозный по тем временам собор, способный единовременно вместить около 10 тыс. человек (длина — 130 м, ширина — 108 м, высота башен — 69 м, высота сводов — 39 м), стал своеобразным образцом для всего средневекового храмостроения во Франции. Вокруг собора Нотр-Дам-де-Пари располагались монастырь Богоматери, соборные школы и дома каноников.
В архитектуре собора нашёл отражение весь процесс развития готики. Горизонтальные членения и тяжеловесный нижний ярус западного фасада являются отголосками романского стиля, в то время как система широких аркбутанов, сильно расчленённая и остроконечная сквозная галерея у подножия башен и круглые розы — яркое воплощение готического зодчества. Над порталами протянулась галерея каменных изваяний царей из Ветхого Завета (ранее в нишах стояли статуи королей), на выступах карнизов размещены фигуры гаргулий, а ограда хора с барельефами и изваяние Богоматери на северном портале — настоящие примеры искусства средневековых скульпторов (некогда скульптуры собора были окрашены и даже частью позолочены). Среди полихромных витражей особенно примечательны большие розы на оси западного фасада и на торцах поперечного нефа (трансепта). В XVIII веке большинство цветных витражей было заменено белым остеклением, витражи остались только в розах (причём XIII веком датируется витраж только в северной розе).
Западную часть острова Ситэ занимает громадный комплекс Дворца правосудия. Его северный фасад, выходящий к правому протоку Сены, даёт яркое представление о суровом королевском замке с тюрьмой и сокровищницей, где хранили казну. Три из сохранившихся башен датируются XIII веком, а угловая башня была построена столетием позже (на ней были установлены колокол, возвещавший весь Париж о рождении королевского наследника, и первые в городе башенные часы). После того как в XIV веке король Карл V переселился в более просторный Лувр, в старой резиденции монарха остались парламент, счётная палата и другие правительственные органы. В 1417 году канцлер Франции был назначен на должность консьержа, то есть привратника королевского жилища, отчего замок и получил название Консьержери. В XIX веке здание было существенно расширено, тогда же был оформлен фасад, обращённый к площади Дофина.
Самым выдающимся объектом во дворце Консьержери является Сент-Шапель — Святая или Королевская капелла, расположенная в юго-восточном дворе комплекса (часть фасада капеллы выходит на Дворцовый бульвар, пересекающий Ситэ между мостом Менял и мостом Сен-Мишель). Она была сооружена в 1246—1248 годах по заказу набожного короля Людовика IX Святого для хранения многочисленных священных реликвий, и прежде всего высокопочитаемого Тернового венца, приобретённого монархом за огромную по тем временам сумму у венецианских ростовщиков. Имя архитектора доподлинно не известно, обычно постройку капеллы приписывают Пьеру де Монтрёй.
Вытянутый высокий объём Сент-Шапель содержит два зала, расположенных друг над другом. В нижнем зале два ряда колонн поддерживают пучки нервюр, несущих своды. Верхний зал, собственно и являющийся Королевской капеллой, обладает 10-метровым пролётом и свободен от внутренних опор (складывается впечатление, что поднятые на высоту семи метров своды парят в воздухе). Зал окружают цветные витражи, между которыми расположены тонкие каменные стойки, разветвляющиеся под сводами на несколько нервюр. Роза в торце над входом своим сложным переплетением каменной основы символизирует пламенеющую готику XV века (тогда же была надстроена и колокольня). Окрашенные в синий цвет столбы и своды капеллы орнаментованы повторяющимися позолоченными вставками в виде стилизованного цветка лилии в верхнем зале и силуэта замка в нижнем (золотая лилия на синем фоне символизирует королевский герб Франции). В середине XIX века здание Сент-Шапель подверглось реставрации, в ходе которой Виолле-ле-Дюк воссоздал шпиль и значительную часть витражей, сумев при этом сохранить специфику готики периода её расцвета.
Напротив восточного фасада Лувра расположен готический храм Сен-Жермен-л'Осеруа, основанный в XII веке (с той поры сохранилась лишь высокая романская колокольня). Хоры XIII века относятся к ранней готике, основной массив храма XV века — к пламенеющей готике, а боковой портал — к эпохе Возрождения. Как большинство средневековых построек Парижа, и этот храм был позднее реконструирован, но были сохранены уникальные нервюрные своды, кружевная роза, ценные витражи, многочисленные скульптурные завершения карнизов, водостоков и башенок. Сен-Жермен-л’Осеруа была приходской церковью королевского двора, размещавшегося в соседнем Луврском замке, поэтому в ней похоронены многие художники, скульпторы, архитекторы и учёные, работавшие и жившие при дворе. Колокол на башне этой церкви возвестил о начале резни гугенотов в Варфоломеевскую ночь (24 августа 1572 года).
Среди других строений, появившихся в Париже в эпоху Средневековья, в наши дни существуют церкви Сен-Жюльен-ле-Повр, Сент-Этьен-дю-Мон, Сен-Северен, Сен-Медар и Святых Архангелов, башня Кловиса (или Хлодвига) и другие здания, сохранившиеся от аббатства Святой Женевьевы и ныне принадлежащие лицею Генриха IV, коллеж бернардинцев, ныне занятый Французской католической академией, и Отель де Клюни (V округ), церкви Сен-Жерве, Сен-Мерри и Билетт, археологическая крипта паперти собора Нотр-Дам и Отель де Санс (IV округ), церкви Сен-Мартен-де-Шан и Сен-Николя-де-Шан, Отель де Субиз, Отель де Клиссон, фрагмент крепостной башни, ранее являвшейся частью крепости тамплиеров Тампль, и дом Николя Фламеля (III округ), трапезная монастыря кордельеров, ныне занятая медицинской школой университета Париж Декарт (VI округ), церковь Сен-Лё-Сен-Жилль (I округ), церковь Сен-Пьер-де-Монмартр (XVIII округ), башня Жана Бесстрашного, ранее являвшаяся частью дворца герцогов Бургундских (II округ).
Два десятка сохранившихся фрагментов крепостной стены эпохи Филиппа II Августа в 1889 году были классифицированы как памятники истории. Сейчас они расположены на улицах Жур, Жан-Жака Руссо, Лувр и Сент-Оноре (I округ), на улицах Этьена Марселя и Тикетон (II округ), на улице Тампль (III округ), на улицах Аве-Мария, Шарлемань, Фран-Буржуа, Жарден-Сен-Поль и Розье (IV округ), на улицах д`Аррас, кардинала Лемуана, Фоссэ-Сен-Бернар, Клови, Декарта и Туэн (V округ), во дворах Коммерс-Сен-Андре и Роган, на набережной Конти, улицах Дофина, Мазарини, Нель и Генего, в тупике Невер (VI округ). Фрагменты стен, башен, подземных камер и крепостных рвов знаменитой Бастилии, разрушенной в 1791 году, сохранились вокруг современной площади Бастилии: на бульварах Бурдон и Генриха IV, улице Сент-Антуан, станции метро «Бастилия» и в порту Арсенала на канале Сен-Мартен.
|                                       |                                 |                                         |                                  |                           |                           |                                       |
| Бывший монастырь кордельеров, XIV век | Церковь Сен-Мерри, XIV—XVII век | Церковь Сен-Николя-де-Шан, XII—XVII век | Церковь Сен-Северен, XIII—XV век | Отель де Клиссон, XIV век | Отель де Санс, XV—XVI век | Церковь Сен-Пьер-де-Монмартр, XII век |

## Население
Если в галло-римской Паризии проживало от 6 до 10 тыс. человек, то уже в V—VI веках город насчитывал от 15 до 20 тыс. жителей, в XII—XIII веках — от 50 до 100 тыс., в первой четверти XIV века — более 200 тыс., а к концу XV века — более 300 тыс. (первый большой наплыв населения случился после постройки стены Филиппа Августа в начале XIII века). В эпоху Меровингов население Парижа представляло собой сильно романизированных галло-римлян, постепенно ассимилировавших воинскую знать из числа пришлых франков. В эпоху Каролингов коренные жители города и пришлые элементы говорили на различных романских наречиях, которые произошли от провинциальных говоров латинского языка (различия между ними были настолько существенными, что, например, парижанин не понимал языка жителя Тулузы). Столетняя война (1337—1453), сопровождавшаяся эпидемией чумы, очень холодными зимами, периодическими неурожаями и следовавшими за ними голодными годами (когда волки встречались даже в пригородах столицы), вызвала огромные потери среди населения Парижа. С конца XIV и до середины XV века многие городские кварталы оставались заброшенными (на пике кризиса число жителей сократилось до 100 тыс. человек), но с наступлением мирного времени население Парижа за счёт иммиграции восстановилось и начало стремительно расти. Во второй половине XV века вместе с политическим и экономическим объединением страны шло и формирование общего языка (единый французский литературный язык развивался на основе северофранцузского наречия).
Пространство внутри стен Филиппа Августа (XIII век) было заселено неравномерно: вдоль главных улиц Сен-Дени, Сен-Мартен и Сен-Жак, возле Большого и Малого мостов плотность застройки была велика, однако кварталы, прилегавшие к городскому валу или расположенные вдоль реки (и, соответственно, страдавшие от паводков) заселялись сравнительно слабо. Но постепенно плотность возрастала, так как Париж привлекал жителей окрестных деревень, а также выходцев из других провинций и стран. Горожане из различных сословий жили рядом, но пришлые арендаторы, например, не смешивались с людьми феодала-землевладельца, хотя и являлись соседями (впрочем, и среди арендаторов встречались крепостные). К середине XIII века в крупных монастырских владениях Парижа и его округи всё шире допускался выкуп крепостных, получавших за деньги личную свободу. Например, в аббатстве Святой Женевьевы этот процесс завершился в 1248 году, в аббатстве Сен-Жермен-де-Пре — в 1250 году (хотя монастырь и сохранил за собой права на землю, на свершение правосудия, а также право взимать плату за пользование печью и прессом для вина), а крепостные из королевского домена (Парижский регион) освободились в 1246—1263 годах. Таким образом, к концу XIII века население Парижа было формально свободным, но, разумеется, имелось множество зависимых в разной степени должников.
Начиная с XIII века утвердилась традиция идентифицировать парижанина по имени, данному при крещении, прозвищу и адресу. Переход от прозвища к фамилии завершился в XIV веке (большинство фамилий возникало от названия местности, откуда происходил носитель, или от его профессии, например, Пикар — «пикардиец» или Буше — «мясник»), но женщин дольше называли только по имени (выйдя замуж, они не всегда брали фамилию супруга, сохраняя фамилию отца). Во второй половине XIV века помимо деления на приходы появилось деление города на кварталы, которыми управляли нотабли (достаточно было назвать квартального, чтобы понять, о каком квартале идёт речь). Каждый квартал имел отряд городского ополчения и делился на полусотни во главе с полусотником, которые в свою очередь делились на десятки во главе с десятником. Значительную часть населения Парижа составляли переселенцы из окрестных посёлков и деревень, в том числе и тех, что принадлежали аббатствам столицы. Другую часть составляли выходцы из Фландрии, Пикардии, Шампани, Бургундии (во второй половине XV века в Париже осело много выходцев из долины Луары), а также англичане (в том числе выходцы из Нормандии), германцы, итальянцы, евреи и цыгане (в одной из проповедей епископ Парижский даже отлучил от церкви тех, кто обращался к цыганам-хиромантам). Ещё одной группой пришельцев, частично оседавших в столице, были наёмники, прибывавшие на военную службу к королю и принцам — арагонцы, наваррцы, баски, гасконцы, брабантцы, немцы («рутьеры» или «коттеро» Филиппа II Августа, «большие рты» Карла V Мудрого, «живодёры» Карла VII Победителя). Пришлые провинциалы и «деревенщина» довольно быстро ассимилировались, но постоянные новые волны иммигрантов сохраняли контраст между «парижанами» и «непарижанами» (по этой же причине эпидемии, высокая смертность и снижение рождаемости в кризисные периоды не приводили к существенному сокращению населения, которое компенсировалось за счёт переселенцев).
В эпоху Средневековья в Париже сложился свой говор, отражавший специфические черты местного календаря и почитаемых святых (например, Епифанию называли «Тифэн», Веронику — «Венисой», Святого Марка — «Святым Мааром», у верующих был шутовской святой — «Святой Дубина»). Составной частью говора являлись местные ругательства, но оскорбления и богохульства карались штрафами и даже телесными наказаниями (например, упоминания о крови в проклятиях и богохульствах придавали им более тяжкий характер и в случае осуждения влекли за собой суровое наказание — клеймо, позорный столб и тюремное заключение). Оскорблённые женщины добивались публичного восстановления своей чести, поруганной бранью, а также взимали с обидчиков штрафы. Кроме того, оскорбительным считалось без согласия прикоснуться к одежде (капюшону на накидке, поясу, юбке) или волосам женщины, погладить по голове чужого ребёнка.

### Евреи
Еврейские поселения в Галлии возникли ещё в эпоху Римской империи, а первые упоминания о еврейской колонии в Париже относятся к IV—V векам (в эпоху Меровингов немногочисленная еврейская община базировалась около южных ворот Ситэ, на улице Жюиф). С периода раннего Средневековья в руках евреев находилась значительная часть торговли между Западной Европой и странами Востока (Византией, Египтом, Аравией, Вавилонией и Персией), многие из них выступали в качестве торговых и финансовых агентов европейских монархов (например, парижский коммерсант Приск при Хильперике I). Наиболее враждебно к евреям относилось католическое духовенство, периодически подстрекавшее королей насильно крестить или изгнать иудеев из государства. Меровингские короли предоставили евреев в полное распоряжение Церкви и подчинили их церковному законодательству (строго запрещались браки между евреями и христианами, евреям не дозволялось показываться на улице в дни Страстной недели и Пасхи, а также иметь рабов-христиан). Особенно усердствовали в деле обращения евреев король Хильперик I и епископ Григорий Турский, усилиями которых многие парижские иудеи были крещены.
В 612 году в Париже осели некоторые испанские евреи, изгнанные с родины политикой вестготского короля Сисебута. Согласно «Парижскому эдикту» 614 года евреям запрещалось нести государственную службу в королевстве франков. Король Дагоберт I в 629 году с одобрения церкви и под влиянием письма византийского императора Ираклия I издал указ, согласно которому все местные евреи, не желавшие принять крещение, должны были покинуть страну (также он рьяно изгонял еврейских переселенцев, бежавших из соседней Испании). В период правления Карла Великого, который ценил деятельность евреев в сфере международной торговли и покровительствовал им, преследования евреев на время прекратились, а в Париже стали оседать еврейские купцы из присоединённой Северной Италии. Карл Великий поощрял торговые предприятия евреев, позволял им покупать недвижимость, заниматься судоходством и ремёслами. Его сын Людовик I Благочестивый также защищал евреев от нападок католического духовенства и даже назначил особого чиновника с титулом «еврейский староста» (лат. magister judaeorum), который следил за соблюдением гражданских и торговых прав евреев.
С началом Крестовых походов (конец XI века) общественное и экономическое положение парижских евреев, как и всех евреев Западной Европы, ухудшилось. Они часто подвергались нападкам крестоносцев и черни, а христианские купцы постепенно вытеснили евреев из прибыльной торговли со странами Востока в сферу розничной торговли и ростовщичества. Особенно преследования евреев усилились при короле Филиппе II Августе, который постоянно нуждался в деньгах для ведения войн. В 1181 году он велел арестовать всех парижских евреев и опечатать их имущество (евреи смогли откупиться за 15 тыс. марок серебром). В 1182 году Филипп II издал указ, согласно которому все евреи, жившие на подвластных ему землях, должны были покинуть королевский домен в течение трёх месяцев. Им дозволялось брать с собой или продавать только своё движимое имущество, а дома, лавки, сады, винные погреба и амбары отходили в казну (покинутые синагоги отошли Церкви). Многие парижские евреи нашли убежище во владениях французских феодалов, часть бежала в Англию и Прованс.
В 1198 году Филипп II снова допустил изгнанных евреев в свои владения, взимая с них большие подати за право проживать и торговать в Париже (тогда же Иехуда бен Ицхак основал парижскую иешиву). Евреи королевского домена, в отличие от испанских и прованских, пренебрегали светскими науками и философией, сосредоточив своё внимание на изучении Талмуда. В начале XIII века в Париже укрылись некоторые евреи из Прованса, бежавшие от репрессий против альбигойцев и разгула учреждённой там инквизиции, впрочем, Людовик IX преследовал евреев и в столице. В июне 1240 года в присутствии высших чинов двора, духовенства и дворянства в Париже состоялся диспут между четырьмя раввинами, во главе которых стоял глава парижской иешивы Иехиэль, и крещёным евреем Николаем Донином, который сообщил папе Григорию IX о вредоносном и богохульном для христиан содержании Талмуда. Несмотря на доводы раввинов, участь Талмуда была предрешена. В 1242 году 24 воза, гружённые собранными со всей Франции книгами, были публично сожжены на Гревской площади. Уничтожение талмудических книг подорвало еврейскую науку во Франции, привело к сокращению числа раввинских школ и скорому угасанию деятельности тоссафистов.
В 1290 году в Париже осела большая волна евреев, изгнанных из Англии указом короля Эдуарда I. Но и французский король Филипп IV Красивый облагал евреев огромными податями, нередко путём угроз и арестов отнимал у них имущество и состояния. В 1306 году Филипп IV приказал в месячный срок выселить всех евреев из страны и отобрать у них всё имущество (евреям разрешалось брать с собой лишь самую необходимую одежду и продукты в дорогу). Большинство парижских евреев бежало в Южную Францию и пограничные области Испании, а в 1315 году, при Людовике X, часть из них вернулась в столицу. Несмотря на разрешение короля, евреи жили в постоянном страхе, опасаясь новых погромов со стороны крестоносцев, подстрекаемых Церковью, или народных масс, ненавидевших еврейских ростовщиков (в ноябре 1380 года озлобленный войной народ устроил в столице еврейский погром). Постепенный исход евреев из Парижа ускорил новый указ Карла VI, который в 1394 году повелел окончательно изгнать евреев из Франции. Тысячи изгнанников переселились в Германию, Италию и Испанию, после чего в Северной Франции уже не существовало еврейских общин до конца XVII века (в Париже изредка под видом «новохристиан» селились только марраны из Испании).

### Итальянцы
Итальянские купцы со времён раннего Средневековья были частыми гостями в Париже. С закатом ярмарок в Шампани итальянские предприниматели стали перебираться в Париж, который превратился в перевалочный пункт между Италией с одной стороны и Фландрией и Англией с другой. Особенно столица с её королевским двором, высшим духовенством и богатой аристократией привлекала итальянских торговцев предметами роскоши. В XIV веке в столице обосновалась крупная община выходцев из Лукки и Сиены, которые занимались финансовыми операциями, внешней торговлей и посредничеством (также в столице существовали деловые землячества выходцев из Пьяченцы, Венеции, Пизы, Генуи и других городов Италии). Многие итальянцы обзаводились собственными домами (в податных книгах именуемых «ломбардами»), но старались не смешиваться с крупной парижской буржуазией (однако, они завязывали с ней многочисленные связи, поскольку также служили королям и герцогам). В 1343 году, когда итальянские купцы основали часовню при церкви Гроба Господня на улице Сен-Дени, в Париже возник культ «Распятия из Лукки» (культ чудотворной византийской иконы, принесённый жителями Лукки в Западную Европу).
Ярким представителем итальянской общины был уроженец Лукки, влиятельный купец Дигне Респонде. Он имел свои конторы в Париже, Брюгге и Монпелье, занимался международной торговлей и морскими перевозками, обменом денег и кредитованием знатных вельмож, продавал сукно, шёлк и драгоценные камни. Респонде был советником герцога Бургундского и имел тесные связи с королевским двором Франции. В 1384 году Карл VI пожаловал французское подданство для всего семейства Респонде (двух братьев и племянника), а Дигне Респонде присвоил звание гражданина Парижа. Во время гражданской войны между арманьяками и бургиньонами Дигне оказался замешанным в историю с убийством герцога Людовика Орлеанского (1407), позже осел в Брюгге, где и скончался, но его семья смогла удержаться в Париже, сохранив богатую клиентуру и расположение короля.

## Культура
Культура в эпоху раннего Средневековья получила сильную церковную окраску. Пришедшую в упадок античную философию сменило богословие (теология), литература переключилась на описание жития святых и монархов, история свелась к монастырским хроникам, поэзия, музыка и изобразительные искусства также были поставлены на службу Церкви. Во второй половине VIII века началось так называемое «Каролингское возрождение», вызвавшее оживление деятельности духовенства и королевской власти в сфере школьного образования (были организованы церковные школы, в которых священников обучали основам грамоты).

### Рукописи и миниатюрная живопись
Литература каролингского периода была преимущественно подражательной, но внешнее оформление рукописей значительно улучшилось. Повсеместно установилось чёткое письмо — каролингский минускул, рукописи украшались цветными миниатюрами и заставками.
В правление Людовика IX при дворе начал формироваться круг художников, получивший позднее условное наименование «парижская школа миниатюры» или «парижская дворцовая школа». В творчестве этих мастеров соединились местные традиции изобразительного искусства, а также опыт итальянцев проторенессанса и северных художников. В разное время для представителей королевской семьи работали: фламандец Жан де Бандоль; миниатюрист, скульптор и архитектор Андре Боневё (автор надгробия Карла V в Сен-Дени); Жакмар де Эсден; Эннекен из Брюгге, создавший картоны для Анжерского апокалипсиса — грандиозной серии шпалер, выполненной в мастерской Николя Батая. Миниатюрист Жан Пюсель традиционно считается основателем французской национальной живописи. Развитию искусства миниатюры способствовало меценатство Карла V и герцогов Бургундского и Беррийского, владельцев крупнейших частных библиотек того времени. С 1405 года в Париже жили братья Лимбург, создавшие в том числе и миниатюры знаменитого «Великолепного часослова герцога Беррийского». Достигнув наивысшего расцвета в конце XIV — начале XV века, парижская школа пришла в упадок, обусловленный поражениями Франции в Столетней войне, сложной политической и экономической ситуациями, которые переживала столица в 1420-х годах.

### Поэзия
Популяризации провансальской поэзии на Севере способствовали трубадуры, находившиеся в свите королевы Алиеноры Аквитанской, жены Людовика VII. Труверы (представители рыцарства и примкнувшие к ним выходцы из горожан, а также учёные клирики), писавшие на старофранцузском языке, восприняли куртуазную культуру, созданную южанами, однако с самого начала в их лирике появляется конфликт между служением Даме и христианским долгом, немыслимый в поэзии трубадуров. Труверы более последовательно обращались к народной традиции, культивируя фольклорные песенные жанры, в которых условная любовная игра уступила место приметам реальной жизни. В XIII веке труверы обратились и к более сложным музыкальным формам, используя достижения полифонической церковной музыки. Окончательно от куртуазных штампов лирика освобождается в творчестве труверов-горожан. Самой яркой фигурой поэзии парижских простолюдинов был Рютбёф, вращавшийся в среде Латинского квартала, пробовавший себя во всех известных жанрах и отличавшийся большой литературной плодовитостью (Церковь, опасаясь его грубоватых, но довольно остроумных сирвент, буллою папы Александра IV осудила сочинения Рютбёфа на сожжение). Его современник Гильом де ля Вильнёв создал популярную поэму «Крики Парижа» (Les Crieries de Paris), в которой описал жизнь столичных улиц.

### Бродячие артисты
Выразителями и носителями музыкального и поэтического творчества народа (тяготевшего к крестьянской культуре) являлись странствующие жонглёры, зарабатывавшие себе на жизнь выступлениями перед толпой на ярмарках, праздниках, крестинах или свадьбах. Они пели народные песни, играли на различных инструментах, разыгрывали небольшие, часто шутливые сценки, жонглировали всевозможными предметами, показывали акробатические номера и фокусы. Жонглёры не только воспринимали народные ереси, но и быстро распространяли их между городами, вызывая тем самым ненависть со стороны Церкви. Всё многообразие музыкальной жизни Парижа XIII века описал и систематизировал магистр Парижского университета Иоанн де Грокейо. В своём трактате «О музыке» (ок. 1300) он уделил внимание не только «учёной» (мензуральной) и церковной музыке, но и популярной музыке городского населения, бытовавшей в устной традиции.
Постепенно бродячие артисты стали оседать в Париже, обзаводиться клиентурой среди аристократов, трудового люда и хозяев таверн и даже учитываться в податных книгах (например, в конце XIII века там уже значились жонглёры, фигляры, менестрели, музыканты, играющие на рожках). Местами их скопления были улицы Жонглёров и Менестрелей, в 1321 году цех артистов зарегистрировал свой устав, в 1328 году основал богадельню на улице Сен-Мартен, к которой впоследствии присоединилась церковь Святого Юлиана Музыканта. С ростом числа артистической братии городские власти стали регулировать и их деятельность. Так, указ королевского прево от 1372 года обязывал хозяев таверн и работавших у них менестрелей сворачивать свою деятельность, как только колокол подаст сигнал тушить огни (после этого нельзя было больше подавать выпивку и играть на музыкальных инструментах; исключение делалось только для музыкантов, игравших на свадьбах, да и то при условии, что церемония проходила внутри дома и не мешала соседям).
В 1398 году актёры-любители из числа беднейших горожан поставили под Парижем мистерию Страстей Господних. Власти города препятствовали их деятельности, так как объединение не имело королевского разрешения. Актёры создали для представления мистерий «Братство Страстей Господних» (фр. Confrèrie de la Passion) и обосновались у ворот Сен-Дени в больнице Святой Троицы. 4 декабря 1402 года король Карл VI дал «Братству» разрешение на постановку сцен из жизни Христа, а также «святых, праведников и праведниц» — так был основан первый в Европе стационарный театр.
Городская драма была тесно связана с народными игрищами, деревенскими ряжениями и обрядами, крестьянскими весенними и осенними праздниками. В середине XII века возникает жанр реалистической и юмористической стихотворной новеллы на языке простолюдинов (фаблио), который стал немаловажным фактором становления горожан как сословия и сразу отделил раннюю городскую литературу от церковной и рыцарской литературы. В это же время развивался городской сатирический эпос, близкий к фаблио и по стилю, и по содержанию (крупнейшим памятником этого стиля являлся «Роман о Лисе»). Оппозиционной по отношению к католической церкви была и поэзия бродячих школяров-вагантов, писавших на латинском языке и находившихся под сильным влиянием городской ереси. В XII веке, на раннем этапе своего развития, городская литература противостояла церковной и рыцарской литературе как единое целое. Но с XIII века происходит разделение литературного творчества богатой городской верхушки и литературы городских низов.

## Образование и наука
Первые парижские школы, носившие чисто клерикальный характер, возникли в XII веке у стен Нотр-Дам-де-Пари. Вскоре, желая уйти из-под опеки епископа, часть учителей и их учеников перебралась на левый берег под покровительство более либеральных аббатств Сент-Женевьев и Сен-Виктор, где и основали университет. Первую королевскую привилегию, узаконившую его права и свободы (а также выводившую школы из-под юрисдикции королевского прево), объединение магистров и студентов парижской школы получило в хартии 1200 года, союз школяров фигурировал в епископском акте от 1207 года, а союз преподавателей — в папском акте от 1208 года (официально своё название Парижский университет получил только в 1217 году, факультеты впервые были упомянуты в 1219 году). Отказ преподавателей и учеников подчиняться ректору соборной школы обернулся противостоянием епископа и настоятеля монастыря Сент-Женевьев (в 1221 году папа Гонорий III поддержал аббата, чем укрепил позиции будущего Латинского квартала). В 1215 году кардинал Робер де Курсон разработал первые статьи университетского устава (именно в его акте впервые встречаются слова «лат. Universitas magistrorum et scolarium»). В 1231 году булла папы Григория IX поспособствовала дальнейшей автономии университета. Несмотря на то, что первоначально лекции читались в конюшнях и сараях, уже к середине XIII века Парижский университет с его четырьмя факультетами затмил знаменитый Болонский университет (во Франции главными конкурентами Парижа были школы Орлеана и Монпелье). Теолог Робер де Сорбон, исповедник короля Людовика IX, основал в 1253 году на улице Куп-Гель коллеж, от имени которого весь университет и получил своё второе название. Позже при Сорбонне была организована типография, где в 1469 году издали первую в Париже книгу.
Латинский квартал активно развивался на протяжении всего XIII века, потеснив старые соборные школы, расположенные на Ситэ и возле Малого моста. Коллежи или коллегии (лат. Collegium pauperum magistrorum) на начальном этапе представляли собой небольшие и довольно неказистые строения, где в шумной атмосфере веселья, игр, пьянства и потасовок жили и учились около 10 тыс. юношей (по другим данным, в 75 коллежах, которые теснились между площадью Мобер и холмом Сент-Женевьев, финансируемые богатыми аристократами и религиозными орденами, обучалось около 40 тыс. человек). Парижский университет в Средние века объединял в своём составе учащихся, преподавателей и даже тех, кто занимался его обслуживанием (книготорговцев, переписчиков рукописей, посыльных, аптекарей и трактирщиков). Преподавателями могли быть лишь обладатели учёных степеней бакалавра, магистра и доктора. Все преподаватели объединялись в так называемые факультеты (впоследствии под этим словом стали понимать отделение университета, на котором преподавалась определённая отрасль знаний) и выбирали себе главу — декана. В Парижском университете имелось четыре факультета: один «младший» или «артистический» (т. н. «факультет искусств»), на котором изучались «семь свободных искусств» (тривиум — грамматика, логика и риторика и квадривиум — арифметика, геометрия, астрономия и гармоника), и три «старших» — медицинский, юридический и богословский (на них студентов принимали только по окончании «младшего» факультета). Причём на юридическом факультете Парижского университета преподавали только каноническое право, а за обучением гражданскому праву надо было ехать в Орлеан (своей знаменитой буллой «Super speculam» от 1229 года папа Гонорий III под угрозой отлучения от Церкви строго запретил проводить и посещать занятия по гражданскому праву в Париже и его предместьях).
Наиболее многочисленным являлся «артистический» факультет, окончание которого давало право носить учёную степень бакалавра или магистра «искусств» и преподавать этот предмет. За ним по численности учащихся следовал престижный факультет канонического права, поскольку юридическое образование давало хороший шанс для карьеры в церковном или светском мире. За долгий и трудный курс богословия брались немногие из учащихся (в конце Средневековья это часто были монахи нищенствующих орденов), и с XIII века богословы часто сетовали на конкуренцию со стороны юристов, которые привлекали на свой факультет больше желающих получить образование. Учащиеся университета назывались «студентами» (от латинского глагола лат. studere — усердно заниматься) и в свою очередь объединялись в четыре «нации» (землячества) — галльскую (она включала в свой состав французов, испанцев, итальянцев и уроженцев государств крестоносцев на Востоке), нормандскую, английскую и пикардийскую. Во главе каждой «нации» стояло выборное лицо — прокуратор (от латинского слова лат. cura — забота), а все четыре «нации» вместе выбирали главу всего университетского студенчества — ректора (лат. rector — правитель). Важнейшую часть обучения составляли диспуты, которые иногда бывали настолько бурными, что заканчивались дракой. Университетская наука называлась схоластикой, но наукой в современном понимании этого слова она не являлась, а была лишь синтезом богословия и логики Аристотеля, трактаты которого составляли основу обучения на «артистическом» факультете. Лишь около трети из всех поступавших получали степень бакалавра, и только 1/16 — степень магистра. Все остальные покидали университет, вообще не получив никакой степени и довольствуясь только знаниями, приобретёнными на «младшем» факультете. В XV веке общее число студентов сократилось, причём основная убыль пришлась на иностранцев, в то время как французов становилось всё больше.
Выдающийся философ и теолог, магистр Парижского университета Амори Бенский (или Амальрик из Бена) со своими пантеистическими положениями вступил в конфликт с учением католической церкви, утверждая, что «Бог есть всё». Церковь осудила Амори Бенского и заставила отречься от своих убеждений, но у него было много последователей («амальрикане»), в том числе в стенах Парижского университета, которые и после смерти учителя (1204) продолжали проповедовать его взгляды. В 1210 году, по приговору церковного собора, десять последователей Амори Бенского были сожжены, а останки самого учителя были вырыты из могилы и также брошены в костёр. Других учеников Амори, в том числе Давида Динанского, Церковь объявила еретиками и отправила в тюрьмы, предварительно изъяв и уничтожив их труды. Все труды Аристотеля по метафизике и физике, ставшие к тому времени известными в Европе благодаря арабским переводчикам, были запрещены специальною буллою папы Иннокентия III. До 70-х годов XIII века этот запрет оставался в силе, а со смельчаками, пытавшимися его нарушить, Церковь жестоко расправлялась (например, с магистром Парижского университета Сигером Брабантским). В 1255 году церковь изгнала из Парижского университета всех своих идеологических оппонентов и специальной буллой папы Александра IV обеспечила привилегированное положение на кафедрах богословам из Доминиканского и Францисканского орденов. Главным систематизатором ортодоксальной схоластики был главный «учитель Церкви», философ и теолог Фома Аквинский, в середине XIII века преподававший в Парижском университете и состоявший членом ордена доминиканцев (он связал христианское вероучение с ранее гонимой философией Аристотеля.). В XIV веке магистры университета занимали видное место возле короля, являясь его советниками, аналитиками и информаторами, но позже они уже не играли большой роли в управлении королевством.
В конце XIV — начале XV веков Парижский университет, и прежде всего его влиятельнейший богословский факультет, оказался вовлечён в острый религиозный конфликт вокруг Великой Схизмы (1378—1417). В 1393 году университет организовал большое совещание, на котором стороны попытались наметить пути к восстановлению единства Церкви; в 1398 и 1407 годах Сорбонна поддержала отказ французской Церкви повиноваться папской власти. В эпоху Великого раскола международный престиж парижских магистров и политический вес королевства слились воедино, дабы придать важности университетскому миру. Кроме того, университет, как и весь Париж, был втянут в острую борьбу между партиями арманьяков и бургиньонов (например, в 1395 году канцлером университета был избран каноник собора Парижской Богоматери Жан Жерсон, пользовавшийся покровительством герцога Бургундского, но в 1414 году он порвал с бургиньонами и принял участие в Констанцском соборе), хотя большинство преподавателей и студентов политикой не занимались.
В XII веке в Париже стали появляться и нецерковные школы, которые были принципиально новым явлением в интеллектуальной жизни средневекового общества. Их специфической особенностью было то, что они являлись частными, то есть магистры школы существовали за счёт платы, которую вносили ученики. Наиболее известными из нецерковных школ Западной Европы середины XII века были парижские школы философов и теологов Гильома Коншского и Пьера Абеляра. Ожесточённые философские споры Абеляра, стоявшего на позициях, близких к номинализму, с главой парижской соборной школы Гильомом де Шампо, защищавшим позиции реализма, привели Абеляра к острому конфликту с Церковью. Для нецерковных школ был характерен специфический состав учащихся, большинство из которых являлись «вагантами» (от латинского глагола лат. vagari — бродить) или «голиардами», переходившими из одной школы к другой в поисках близкого им учителя. Таким образом, на рубеже XII—XIII веков в Париже существовало три типа учебных заведений: группа школ собора Парижской Богоматери, которой руководили чины капитула (регент певчих присматривал за начальными школами епархии, а канцлер — за высшими); школы крупнейших аббатств (Сент-Женевьев, Сен-Виктор, Сен-Жермен-де-Пре); и частные школы, открытые клириками, которые получили звание магистра и находились под присмотром епископа или канцлера. Как международный центр образования Париж специализировался на диалектике и теологии.
В средневековом Париже проживали тысячи студентов. Самые юные, 13 — 14-летние, начинали на факультете «искусств» и получали лишь базовое образование. Малая часть из них продолжала курс высшего образования до степени лиценциата, которая давала доступ к хорошим должностям. Самые способные и упорные достигали степени доктора, позволявшей стать преподавателем или подыскать себе хорошее место в Церкви и на королевской службе (это были уже вполне взрослые студенты, которые нередко цеплялись за какую-нибудь должность в коллеже). Большинство молодых школяров посещали лекции выбранного ими университетского профессора, а по завершении обучения просили его сделать им представление для получения какой-либо учёной степени. Юные студенты жили у родственников или знакомых, выходцев из обеспеченных семей помещали в пансион, а взрослые студенты сами снимали кров и даже имели слуг. В 1180 году в помещении Отель-Дьё стали содержать и лечить 18 школяров-клириков, которые по выходе обязывались, в свою очередь, присматривать в больнице за умирающими и участвовать в их погребении. Позже школяры покинули богадельню и в собственном доме учредили первый парижский коллеж Восемнадцати (в начале XIII века были основаны коллеж Сент-Оноре и приют для студентов Святого Фомы в Лувре). Эти первые коллежи представляли собой своего рода интернаты, в которые бесплатно принимали бедных, но способных студентов-богословов (впоследствии в них стали заниматься репетиторством, а потом перешли и к полноценному обучению, принимая, наряду со стипендиатами, платных учащихся). С XIV века стали появляться так называемые «педагогики», когда учитель содержал на полном пансионе доверенных ему родителями учеников. К середине XV века студенты делились на «стрижей» (безнадзорных студентов), пансионеров, платящих за «педагогики», и студентов, живших в коллежах.
Во второй половине XV века университет и часть учёных мужей добились большей автономии от власти папства (с начала XIII века Парижским университетом фактически руководили папа и его доверенные люди, а вовсе не король Франции или епископ Парижский). Стали активно развиваться медицинский и юридический факультеты, новые отрасли знаний (инженерное дело, архитектура, география и космография), благодаря гуманистическим течениям оживились изящные искусства, парижские студенты всё чаще стали отправляться в другие страны, особенно в Италию, открывая для себя новые горизонты науки и искусства эпохи Возрождения. Но, обретя некую автономию от Церкви, университет попал в зависимость от королевской власти, лишившись части своих привилегий (права учителей прервать занятия и права университета оставить Париж, чтобы обосноваться в другом городе).

## Быт и праздники
В эпоху Капетингов вдоль оживлённых улиц Пти-Пон, Жюиври, Лантерн и Пти-Драпри, имевших в ширину не более 4—5 метров, стояли как скромные двух- и трёхэтажные дома из глины и дерева, так и каменные дома богачей с камином и кухней. К концу XIII — началу XIV века некоторые особняки знати уже были окружены садами, нередко выходившими к реке, крылья, примыкавшие к основному зданию, окружали двор, внутренние стены украшали росписи. Но большинство парижских богачей до середины XIV века не особенно заботились об архитектуре своего жилища. Особняк типичного коммерсанта представлял собой два-три обычных дома, объединённых в единое строение. Первый этаж занимали лавки и склады, выходившие на улицу, на верхних этажах размещались жилые помещения и кабинет хозяина, где тот хранил бумаги и ценности. В некоторых домах часть помещений, уже оборудованных водостоками, сливом грязной воды и уборной, сдавалась внаём. Дома, расположенные в центре торговой части Парижа, имели только дворы, но на окраинах встречались небольшие сады, огороды и колодцы. Под одной крышей с хозяином жили родственники и постоянные слуги, днём в доме также находилась другая прислуга и работники лавки.
В конце XIV — начале XV века отношение крупной буржуазии к своему жилищу изменилось, она стала равняться на королевские резиденции и особняки принцев крови (например, дворцы Сен-Жерменский, Сен-Поль и Турнель). Вокруг особняков всё чаще стали разбивать сады с фонтанами и водоёмами, обязательными атрибутами богатого дома считались парадные залы, часовня, библиотека, кабинет, оружейная комната, хозяйские спальни (помещения были украшены картинами, керамикой, коврами, дорогой мебелью и музыкальными инструментами). При отделке аристократических резиденций использовались черепица и шифер для кровли, мрамор и резной камень для фасада и несущих конструкций, витражи для окон, дорогая древесина для обшивки стен, плиты или кафель для мощения полов. Обзаведясь состояниями и внешними атрибутами успеха (в виде домов, карет и одежды, собраний книг и драгоценностей), буржуа больше не чувствовали себя обделёнными, а нотабли из среды буржуазии в социальной иерархии парижского общества почти сравнялись с дворянами. Богатые горожане во всём старались подражать дворянству, особенно в развлечениях и образовании, а самые успешные из них сами становились дворянами, породнившись со знатными фамилиями либо покупая титулы с землями и замками.
Ближайшие родственники и советники короля располагали в Париже шикарными особняками и дворами, копирующими королевский двор. В число наиболее роскошных аристократических резиденций входили не сохранившиеся до наших дней Бурбонский дворец рядом с Лувром (не путать с современным Бурбонским дворцом), особняки герцогов Орлеанских, Беррийских и Бургундских. Возведённый в конце XIV века дворец герцогов де Бурбон поглотил три десятка обычных домов. Просторный ансамбль включал парадные залы, спальни, кабинеты, гостевые комнаты, часовню, оружейную, баню (снабжалась водой из тех же источников, что и Лувр), пекарню, хранилище фруктов и связывавшие все помещения изящные галереи, а также дворы и сады. Крыши дворца были покрыты редким для тогдашнего Парижа шифером и украшены скульптурами из позолоченного свинца.
Различные церковные иерархи (епископы, настоятели крупных аббатств или приоры) также обладали в Париже резиденциями, в которых жили во время частых наездов в столицу. Архиепископ Санса владел красивым дворцом Сен-Поль на правом берегу Сены (современная набережная Целестинцев в IV округе). В 1365 году дворец отошёл королю Карлу V, который превратил Сен-Поль в ещё одну королевскую резиденцию, наряду с Лувром (местоположение архиепископского дворца у самой реки позволяло королю быстро и незаметно покинуть город по воде). Особенно Сен-Поль любил Карл VI Безумный. В качестве компенсации Карл V купил для архиепископа дворец Эстомениль на улице Фигье, где тот и устроил свою парижскую резиденцию. В 1475 году старое, обветшавшее здание было снесено, и на его месте построили роскошный дворец Санс, завершённый в 1519 году (также до наших дней дошёл дворец аббатов Клюни, возведённый в XV веке рядом с руинами античных терм).
В большинстве парижских домов, где проживали семьи среднего и выше достатка, была парадная зала для приёма гостей. Эта комната убиралась в первую очередь, здесь стояла самая красивая мебель и самая красивая бронзовая или серебряная посуда, выставленная на полках сервантов. Стулья и скамьи накрывались подушками (нередко для сидения использовались сундуки), полы украшались коврами (летом на них разбрасывали свежескошенную траву и цветы), столы после трапезы часто разбирались и прятались, чтоб не загромождать комнату. Парадную залу обогревал камин и освещали свечи в подсвечниках и канделябрах. Все прочие помещения в доме обозначались просто словом «комната» (или если речь шла о рабочем кабинете — «контора»). Кухня часто располагалась в пристройке, выходившей во двор, и обязательно находилась рядом с источником воды. Пол в таком помещении был плиточный и слегка наклонный для стока жидких отходов в жёлоб, который вёл во двор или на улицу. Оборудование кухни дополнял каменный очаг, снабжённый крюками для котлов, треножниками, котелками и прочей утварью (во многих бедных жилищах кухни как таковой не было, лишь очаг или простая жаровня, устроенные в одной из комнат). К дополнительным атрибутам зажиточного дома относились уборная, колодец, сад, мощёный двор, служебные пристройки, различные чуланы для дров и инструментов, сараи с сеном или зерном, стойла для вьючных животных.
К концу XIII века почти все парижские улицы получили названия, что значительно облегчило ориентацию в городе. Но названия улиц ещё нигде не указывались (таблички с нумерацией домов, вывески или высеченные на камне названия улиц появились позже, в XVIII веке), и жителям приходилось просто запоминать их или расспрашивать о маршруте прохожих. Важным ориентиром были вывески на домах, изображавшие род деятельности их владельца, но они могли смениться, что вызывало некоторую путаницу у нечастых гостей улицы. Главными центрами повседневной жизни парижан были улица, рынок и приходская церковь с кладбищем. За пределы своего района они выбирались нечасто — лишь для участия в религиозных и государственных праздниках и шествиях, военных учениях или массовых играх. Ночью все городские ворота закрывались, а улицы патрулировали цеховые дружины (те, кто опаздывал к закрытию ворот, были вынуждены устраиваться на ночлег на постоялых дворах). В периоды смут и войн (а это вся середина XIV и первая половина XV века) несколько второстепенных ворот вообще были замурованы, что позволило властям усилить контроль на оставшихся главных воротах.
В эпоху Каролингов Церковь сделала воскресенье выходным днём, однако не столько для отдыха и развлечений, сколько для общих собраний во время воскресной службы. В хорошую погоду горожане выходили на улицу, усаживались на скамьях у крыльца дома и болтали с соседями. Среди характерных видов досуга парижан можно выделить катание на лодках по реке, прогулки вдоль Сены, по мостам и торговым улицам, посещение ярмарок. Также были популярны бродячие артисты, дрессировщики обезьян и поводыри медведей, уличные театры (в том числе кукольные), церковные мистерии, спортивные (в шары или мяч — прообраз большого тенниса, только без ракетки), интеллектуальные (шахматы) и азартные игры (кости и карты), военные состязания (лучников или конных рыцарей) у городских стен. Большое скопление народа наблюдалось во время религиозных или цеховых процессий. Кроме традиционных праздничных шествий бывали и процессии, не предусмотренные календарём: искупительные шествия, проводимые по решению суда или властей; молельные шествия, просившие об окончании засухи или прекращении наводнения; благодарственные шествия, благодарившие Небеса за установление долгожданного мира, рождение королевского наследника или выздоровление монарха (к участию в них привлекали детей — символ невинности). В зависимости от чрезвычайности происшествия или важности праздника в процессию входили либо прихожане, члены братства, почитающие своего святого покровителя, либо представители всего парижского сообщества: духовенство, члены органов управления и судов, представители ремесленных цехов. Траурные кортежи обязательно включали монахов из нищенствующих орденов.
Духовенство собора Парижской Богоматери, обладавшее прерогативами на приходские и коллегиальные церкви, следовало на лодке от собора до церкви Сен-Жерве, где, отслужив обедню, каноники получали оброк и знаки подчинения от местного клира — баранов и вишни для певчих птиц собора. Так же церковники из собора Парижской Богоматери отправлялись по реке в аббатство Сен-Виктор на день памяти святого (21 июля). Кортежи, молившие о божественном милосердии и заступничестве, выступали из аббатства Святой Женевьевы. По такому случаю по городу при огромном стечении народа проносили мощи покровителей Парижа — Святой Женевьевы и Святого Марселя. Когда городом шествовали представители Парижского университета (магистры и студенты), отправной точкой их процессии служила церковь Сен-Матюрен на улице Сен-Жак. Во время карнавала и на день Иоанна Крестителя на Гревской площади, на берегу Сены, зажигали праздничный костёр (это место было выбрано специально по соображениям пожарной безопасности).
Среди многочисленных праздников и религиозных шествий особо выделялись пышные вступления в город королей, королев и принцев, получившие распространение с XIV века. Эти торжественные церемонии, протекавшие при большом скоплении народа и являвшиеся заметными событиями городской жизни, тщательно готовились и финансировались из казны Парижа (в ритуале королевских въездов в кортеж, встречающий государя, входили прежде всего финансисты, в том числе из Счётной палаты, затем — судьи из Шатле, потом — представители городских властей и, наконец, последними — представители парламента, поскольку именно они приветствовали и сопровождали короля). По такому случаю городские власти, цехи и простые парижане тщательно убирали улицы, украшали фасады домов тканями и коврами, посыпали мостовые благоухающими травами и цветами. Церемонии сопровождались пышными шествиями и обильными угощениями (у дверей ратуши всем прохожим раздавали хлеб и вино, иногда даже фонтаны вместо воды наполняли вином, собравшейся детворе из окон городской управы разбрасывали груши, персики и орехи), а по пути следования процессии перед церквями и на площадях разыгрывались театральные представления. Ночью устраивали иллюминацию, на площадях звучали песни и музыка, веселье завершалось танцами. Праздничное настроение обыватели выражали украшенной цветами шляпой (их изготавливал особый ремесленный цех). Такие торжественные въезды символизировали союз короля со своей столицей и всеми её жителями (всем парижанам полагалось участвовать во всех церемониях, которые касались короля и членов его семьи). Кроме того, из городской казны оплачивались похороны королевских особ, встречи иностранных послов и другие торжественные мероприятия.
У парижан было много почитаемых святых, как общегородского, так и цехового или приходского масштаба. 27 декабря праздновали день Иоанна Богослова, покровителя свечных мастеров, 20 января — день Святого Себастьяна, защитника от чумы, покровителя ткачей и торговцев железом, 22 января — день Святого Винсента, покровителя виноградарей и виноторговцев, 3 февраля — день Святого Блеза, покровителя каменщиков, и так далее, почти ежемесячно. И это, само собой, кроме главных религиозных праздников — Рождества, Пасхи и праздника Тела Господня, дня Иоанна Крестителя, а также популярных нехристианских празднеств — карнавалов. Вокруг почитания какого-либо святого часто образовывались религиозные общества и братства, имевшие различную направленность (благотворительные или кающиеся). Они организовывали пышные церковные службы и крестные ходы на праздник своего покровителя, ежегодные пиршества и похороны членов братства, помогали сиротам, старикам, больным, калекам, нищим и паломникам, содержали больницы и приюты, хоронили найденных на улице мертвецов, не опознанных родственниками. Любые товарищества были строго запрещены после массовых волнений, прошедших в столице в XIV веке, потом восстановлены, но уже под чутким надзором людей королевского прево.
Особая форма коллективного общения царила между соседями по улице, с которыми было принято справлять поминки или свадьбы, помогать друг другу по хозяйству и даже участвовать в семейных ссорах. Соседи были важными свидетелями при улаживании судебных споров, определении прав наследования или во время идентификации человека, уточнения его возраста (обязательной регистрации дат рождения и смерти в церковно-приходских книгах в период позднего Средневековья ещё не было). Сыновья, дочери или зятья приобретали автономию и считались независимыми лишь тогда, когда они отделялись от отеческого двора, выходили из-под власти главы семейства, и их вносили в список налогоплательщиков прихода или улицы (за исключением дворян, священнослужителей и клерков, которые были освобождены от уплаты налогов). В таком списке плательщиков налогов за 1297 год 1376 парижских дворов, или 14,5 % от всех упомянутых, содержались женщинами (матерями или вдовами, реже — жёнами, разведёнными женщинами или сёстрами). После Столетней войны и экономического кризиса, поразившего столицу в 1420—1450-х годах, женский труд и женская независимость уже не были так распространены и почётны, как в конце XIII века. В списке налогоплательщиков 1421 года указано 9,6 % «женских» дворов, в списке 1423 года — 4,5 %, в списке 1438 года — 5,8 %. Бедность и неравные возможности толкали многих женщин к занятию проституцией, которая в начале XV века была сосредоточена на улицах Глатиньи (остров Ситэ), Бур-л’Аббе, Бай-У и Кур-Робер (правобережье).
Важное место в быту парижан занимала кулинария, делившаяся на аристократическую и простолюдинскую. В «высокой» кухне использовались цыплята, голуби, речная рыба (осетрина и карп), дичь (оленина, медвежатина и куропатки), рис, тростниковый сахар, сухофрукты, цукаты, миндаль, специи и заморские пряности (перец, имбирь, корица). Нередко на знатных приёмах пищу подавали для двух человек на одном блюде, а после того, как гости удалялись на перерыв, ели их слуги. После больших общегородских или квартальных пиров слуги раздавали объедки нищим и больным. Люди не слишком знатного происхождения, но стремившиеся поразить своих гостей, для организации пира брали напрокат мебель, посуду и скатерти, нанимали поваров, метрдотелей и иную прислугу. Обыденной пищей мещан были хлеб из муки грубого помола (белый хлеб считался дорогим), похлёбка из требухи и сала с петрушкой, овощное рагу, бобовая каша на сале (из гороха или фасоли), дешёвое вино или пиво, реже — жаркое из говядины, свинины или домашней птицы, колбаса, сыр, по праздникам — вафли и сладкая выпечка. Семьи скромного достатка, не имевшие домашнего очага, питались в тавернах и на постоялых дворах, а также покупали готовую пищу у розничных торговцев. В выходные и праздничные дни, за исключением поста, многие парижане посещали многочисленные заведения, где подавали еду и вино (в тавернах домашнее вино продавали кувшинами, а в кабаках — порционно). Богатые горожане старались избегать «дурной славы» шумных питейных заведений и предпочитали ходить в гости к родственникам, друзьям и деловым партнёрам (зажиточные граждане устраивали приёмы и пиры в садах при городских особняках или в загородных резиденциях).
Одежда средневекового парижанина являлась прямым указанием на его общественное положение и должна была строго соответствовать его социальному статусу. Власти и Церковь запрещали ношение мужской и женской одежды противоположным полом, порицали излишнюю роскошь в одежде (например, критиковали буржуа, которые подражали богатым одеяниям дворян, чем стирали видимую грань между сословиями и как бы обманывали относительно своего положения в обществе, а также клириков, носивших роскошные платья и обувь наподобие тех, что были в моде у мирян), обличали проституток, украшавших себя серебряными поясами, шелками и вышивкой, то есть аксессуарами знатных женщин и добропорядочных мещанок. Но, несмотря на все ограничения, придворная мода всё равно влияла на изменения в мужской и женской одежде низших сословий. Длинное платье из грубой ткани тёмных расцветок, без украшений и особых излишеств, носили монахи, клерки и мещане, отказавшиеся от светской жизни. У мелкого духовенства ещё не было единообразной чёрной одежды и особого облачения типа сутаны, отличить клириков от мирян с первого взгляда можно было только по тонзуре. В отличие от простых клириков, каноники носили стихарь (лат. superpellicium) с накидкой (лат. pellicium), на голове — подбитую мехом шляпу из чёрной материи с плоским верхом и загнутую по сторонам. Вообще длинное мужское платье отражало почётный социальный статус, его носили священнослужители, магистраты, судьи, профессора университета, врачи, часто и богатые купцы, тогда как рабочий люд и солдаты носили короткую одежду. Верхняя одежда стоила дорого и обновлялась нечасто, а ношенную одежду, предварительно починенную и перешитую, перепродавали старьёвщики. В XV веке среди придворных в моду вошли пышные робы и экстравагантные женские атуры. Башмаки обновляли два-три раза в год, а так как они практически не имели твёрдой подошвы, выходя на улицу, особенно в плохую погоду, поверх них надевали сандалии с деревянной подошвой — т. н. патены или открытые туфли.

## Сословия и органы власти
При поздних Капетингах усилилось обособление «высших сословий» (дворянства и духовенства), живших за счёт феодальной ренты, от более подвижного и новаторского «третьего сословия» (городских верхов из числа купцов и ремесленников). С XIV века начинает выделяться новый общественный слой — буржуазия, которая постепенно накапливала большие состояния и с их помощью укрепляла своё влияние при королевском дворе (буржуа с помощью брачных союзов и участия в различных выборных органах внедрялись в среду дворян, получали должности в учреждениях городского управления, в сфере государственных финансов и правосудия). Обогащение буржуазии шло через торговлю (тканями, коврами, предметами роскоши, строительным лесом) и ростовщичество, поставки товаров королевскому двору и армии (боеприпасов, амуниции, лошадей), сдачу в аренду домов и земель, а также через ремёсла и промышленность (эксплуатация рудников, производство сукна, меховых изделий, галантереи, золотых и серебряных изделий). Кроме парижских особняков и дворцов буржуа покупали загородные имения и замки, виноградники и конюшни. Вокруг буржуазии стала формироваться городская интеллигенция, обслуживавшая запросы нового класса — архитекторы, художники, скульпторы, музыканты, певцы, поэты, танцоры, секретари, писари, счетоводы, юристы, нотариусы, врачи, аптекари и учителя.
Заметную прослойку среди парижан составляли придворные вельможи и высшие чиновники: министры, судьи, прокуроры, военачальники, советники, члены парламента, среди которых также возникали целые династии. Большое влияние имели два парламентских рода выходцев из Пикардии — Бюси и Марль. Династия Бюси закрепилась в Парижском парламенте в первой половине XIV века. Глава семейства, Симон де Бюси, был сыном королевского писаря, в 1326 году он начал карьеру с должности парламентского прокурора, в 1345 году стал президентом парламента, завязал обширные связи в среде королевской администрации, затем во время Парижского восстания возглавлял влиятельную группу «легистов», в 1362 году стал ординарием епархии Суассона. Бюси опирался на сыновей, вращавшихся при дворе, и других родственников (зятя, шурина и кузена), которые были бальи, сенешалями и советниками парламента. Из трёх сыновей Симона двое стали церковниками (и при этом заседали в парламенте в качестве советников), а третий получил дворянство шпаги (фр. noblesse d’épée).
Семейство Марль также создало влиятельную парламентскую династию, одну из тех, что в XVI веке положили начало дворянству мантии (фр. la noblesse de robe). Анри де Марль владел обширными землями, но своим успехом в первую очередь обязан парламентской деятельности, королевской службе и близости к герцогу Беррийскому. Он был адвокатом парламента и бальи епископа Парижского, в 1394 году стал председателем парламента, в 1403 году — его президентом (в том же году Карл VI посвятил его во дворянство). После провала восстания кабошьенов Анри де Марль в 1413 году стал канцлером Франции, но в 1418 году он и его сын Жан погибли во время резни арманьяков. Зятья и другие родственники Марля смогли бежать из Парижа и, примкнув к дофину, после его победы извлекли из этого пользу и почести, став мощной парламентской силой.
Все эти влиятельные семейства, несмотря на различное происхождение (буржуа, церковники или дворяне), имели между собой тесные связи, как родственные, так и дружественные и деловые. Со временем они образовали особую структуру, занявшую высокое положение в механизме монархии. Вплоть до политического кризиса, разразившегося во время Столетней войны, советники парламента группировались в сети сложных альянсов. Другой влиятельный орган власти, Верховный суд, в середине XIV века обрёл полную автономию, но после 1418 года, с началом войны между арманьяками и бургиньонами, и его постиг неизбежный раскол. Крупные парламентские династии и дворянство сами разделились и таким образом старались соблюсти свои интересы в обоих противоборствующих лагерях. После того, как Карл VII отвоевал столицу, в 1436 году была проведена реорганизация Парижского парламента, вследствие которой объединились советники, укрывшиеся в Пуатье (верные королю) и оставшиеся в Париже (вставшие на сторону Джона Ланкастерского и бургиньонов). Теперь королевский двор контролировал набор парламентариев, но влиятельные семейства быстро приспособились к новым веяниям. В Верховном суде также наступила эпоха родственников, когда должности передавались сыновьям и зятьям. Советники парламента и судьи строили себе в Париже красивые особняки, проводили пышные шествия, приёмы, свадьбы, крещения и похороны, заказывали дорогие надгробия (в 1364 году на похоронах Иоанна Доброго за парламентом было закреплено отдельное место в траурной процессии).
При дворе проживали многочисленные родственники короля со своими свитами, обширное дворянство шпаги и высшее духовенство. В Париж стекались стремившиеся сделать военную карьеру шевалье, бароны, капитаны жандармов. Рядом с армией всегда находились снабженцы и маркитанты из числа парижских буржуа, которые поставляли королевскому войску провизию и снаряжение. Также дворяне занимали посты губернаторов, администраторов и членов парламента. Когда их земельные владения в провинции оказывались убыточными или проданными, то государственная служба в столице становилась основным источником дохода и карьерного роста. Вокруг королевского двора, органов власти (королевского прево, эшевенов, парламента), духовенства, феодалов и буржуазии кормилась большая прослойка администраторов и мелких служащих, получивших начальное образование и надеявшихся найти в Париже работу и сделать карьеру. До XIV века должности можно было свободно менять, находясь на службе сначала у города, а потом у короля, работать в аббатстве, а затем у епископа или принца.
Простые парижане редко соприкасались с королевским двором, дворянами или крупными землевладельцами, но постоянно имели контакт с их представителями на местах: полицейскими, судебными приставами, прокурорами, счетоводами, управляющими феодалов (например, аббатства Сен-Жермен или Сен-Мартен) и дорожными смотрителями, которые собирали пошлины или залоги. Начатый ещё при Филиппе Августе, длительный процесс упорядочивания всех ветвей власти под началом короля в период позднего Средневековья так и не завершился. Всё парижское общество было сковано ритуалами, частными привилегиями и местничеством, которые зажимали в тиски каждую социальную группу (постепенно эти принуждения стали даже перевешивать выгоды, которые они обеспечивали).

## Церковь
В Париже постоянно или временно проживало и внушительное количество людей духовного звания: «белое духовенство» и многочисленное монашество. Париж времён раннего Средневековья был городом крупных аббатств, таких как Сен-Жермен-де-Пре и Сент-Женевьев, основанных в эпоху династии Меровингов. К старинным заведениям в XI—XII веках добавились монастыри Сен-Виктор, Сен-Мартен-де-Шан, Сен-Маглуар, также сыгравшие значительную роль в урбанизации столицы. Париж был епископством, подчинённым архиепископу Санса, и, несмотря на все усилия, папы отказались в Средневековье изменить эту иерархию. Однако и епископ Парижа был очень влиятельной особой, в его дворце на острове Ситэ находился внушительный штат архидиаконов, церковных судей и других клириков, в богослужениях ему помогал капитул кафедрального собора Парижской Богоматери. Часть высшего духовенства обитала при дворе короля, исполняя роль советников и различных чиновников, часть преподавала или обучалась в Парижском университете.
В отличие от светских поместий, которые по большей части исчезли в результате обмена, продажи или дробления, связанного с передачей в наследство, парижское высшее духовенство контролировало в столице крупные феодальные наделы (цензивы). Хотя постепенно управление ими переходило к городским властям, поместья религиозных учреждений выплёскивались за пределы Парижа и не были поглощены им. Некоторые монастыри и церкви являлись крупными землевладельцами, получавшими постоянный доход, они вершили правосудие, надзирали за дорогами и осуществляли контроль над ремесленными цехами, которые работали на их землях. Отсутствие проблем, связанных с разделом наследства, способствовало накоплению духовенством богатств и обеспечивало непрерывность использования имущества, что приносило выгоду и в конечном счёте давало превосходство над светскими феодалами.
Церковные управляющие были более образованными по сравнению со светскими и, соответственно, лучше справлялись со своими задачами, а хорошее управление имуществом лежало в основе религиозной и духовной деятельности руководителей учреждения. Кроме того, Церковь утверждала, что любое ущемление её прав или урезание доходов сократит возможности помогать бедным и «спасать души» простых мирян. Часто парижское духовенство судилось за имущественные права с дворянами или даже с королевской властью за право вершить правосудие на своих землях и нередко побеждало в таких спорах (например, тяжба капитула церкви Сен-Жермен-л'Осеруа и герцога де Бурбона за земли возле Лувра длилась около четырёх десятилетий и завершилась финансовым компромиссом).
Сделать церковную карьеру в Париже было непросто. Нередко место в хорошем приходе, богатом храме или кафедральном соборе можно было заполучить, лишь имея поддержку со стороны влиятельных родственников. Остальные клирики, особенно левобережья, часто подрабатывали не по «специальности»: секретарями, клерками или писарями. К ним добавлялись монахи различных орденов, нередко враждовавшие с «белым духовенством» из числа приходских священников и церковного совета (особенно нищенствующие ордена доминиканцев, францисканцев и кармелитов, зародившиеся в начале XIII века, которые не собирали налоги и не осуществляли правосудие, но активно привлекали в свои церкви прихожан). В глазах простых мирян приходское духовенство выглядело менее образованным, чем проповедники-монахи, поэтому парижские приходы старались отдавать лишь тем кюре, которые прошли обучение и могли тягаться в познаниях с монахами. Также открытые конфликты между учителями из «белого духовенства» и монахами часто вспыхивали в Парижском университете, где члены нищенствующих орденов не брали со студентов платы, не соблюдали перерывов в занятиях и не проявляли никакой солидарности с коллегами.
Религия имела большое влияние на простых парижан, жизнь которых проходила в пределах прихода со своими церковью и кладбищем. Из добропорядочных жителей района формировался церковный совет, который отвечал за содержание и ремонт приходской церкви. Церкви, расположенные в городской черте, чаще реконструировали, они меньше подвергались разрушению, чем светские постройки, и этим объясняется тот факт, что в архитектурном плане средневековый Париж представлен почти исключительно церквями. Приходская церковь была и главным местом обмена новостями, ведь перед началом воскресной мессы кюре объявлял о рождениях, свадьбах и похоронах, рассказывал о домах, выставленных на торги, о судебных процессах и приговорах (в первую очередь касательно отлучения от Церкви), о процессиях, молебнах и обо всём, что связано с религиозными праздниками. Как только какое-нибудь семейство добивалось успеха и приобретало определённый вес в парижском обществе, оно непременно стремилось пристроить кого-то из своих членов в духовное сословие. Также от Церкви во многом зависели такие события в жизни семьи, квартала или города, как крестины, свадьбы, похороны, религиозные праздники и шествия и даже коронации монархов.
Распространённым явлением среди парижан, просивших о божественном заступничестве, об исцелении или о рождении ребёнка, было паломничество. Лишь немногие могли себе позволить дорогое путешествие в Рим, Сантьяго-де-Компостела или Иерусалим (кроме того, такое паломничество требовало уладить свои дела и составить завещание). Большинство горожан направлялись к почитаемым святыням, мощам и усыпальницам в Иль-де-Франсе, Нормандии, Бургундии и Шампани — в аббатства Сен-Дени, Мон-Сен-Мишель и Везле, в собор Богоматери в Шартре (географию таких походов можно проследить по найденным медалям из недрагоценных металлов, которые приносили с собой и прикрепляли к одежде или шапке). Желание совершить паломничество учитывали даже трудовые договоры и ремесленные уставы конца Средневековья. Несмотря на видимую религиозность большей части горожан и повсеместный диктат Церкви, в средневековом Париже были сильны верования в порчу, призраков и ведьм, популярны гадание и астрология (духовенство поощряло предсказания по Библии, но преследовало колдунов, гадальщиков на картах и хиромантов).

## Преступность и правосудие
Как и в любом городе, в средневековом Париже существовала преступность. Наиболее многочисленной группой были мелкие воришки из числа беспризорников и нищих, промышлявшие на рынках и возле лавок (в годы Столетней войны и сопровождавшего её экономического кризиса даже многие студенты забросили учёбу, живя мелким воровством и бродяжничеством). Воры более высокого класса и профессиональные скупщики краденого собирались в тавернах, расположенных на отдалённых улицах, прилегающих к крепостной стене. Королевские и феодальные судьи использовали целый набор публичных казней и телесных наказаний, в том числе прохождение преступника по улицам, где его несколько раз секли у позорных столбов, повешение, колесование и четвертование. Аристократам отрубали голову, женщин сжигали на костре или закапывали живьём, епископ Парижа мог приговорить к отрубанию ушей (это было наказанием для воров-рецидивистов, которые навсегда оставались мечеными). Осуждённых за богохульство привязывали к лестнице, водружённой на платформу, и волокли по улицам, а прохожие бросали в них грязью и камнями (после 1347 года им прижигали губы калёным железом, пока не оголятся зубы). Основными местами публичных казней были Гревская площадь, позорный столб в Сен-Жермен-де-Пре, виселица перед собором Парижской Богоматери (её ещё называли «лестница правосудия епископа Парижского») и королевская виселица в Монфоконе, за пределами городских стен (район современной площади Колонель-Фабьен). Тела казнённых долго оставались без погребения для устрашения потенциальных правонарушителей, что нередко вызывало справедливые нарекания со стороны окрестных жителей.
Правом помилования заключённых обладали король, епископ Парижа (в день своего вступления в должность) и каноник собора Парижской Богоматери (в Вербное воскресенье процессия крестного хода, следовавшая из аббатства Святой Женевьевы к собору, останавливалась перед Большим Шатле и пела гимн «Gloria laus et honor», после чего одного узника освобождали). Полиция была относительно немногочисленной, при аресте судебные приставы часто пользовались поддержкой соседей, прохожих и коллег из церковных судов. Арестованных доставляли в Большой Шатле, тюрьму в Сен-Клу или резиденцию феодального судьи (священника могли заключить в одну из камер епископской церкви в Витри-сюр-Сен), но если преступник бежал и добирался до церкви или аббатства — его не могли выдать властям (с XIII века духовенство отказалось от этой практики и последнее слово оставалось за светским судом). Узников, находившихся в тюрьме в ожидании суда, не кормили за казённый счёт и заставляли платить за содержание. Заключённых, не имевших поддержки со стороны родных или друзей, содержали на благотворительные пожертвования верующих, цехов или монашеских орденов. При обнаружении трупа его осматривал медик-эксперт, выносивший вердикт, естественной ли была смерть. Если тело находили на улице, судебные приставы переносили его с проезжей части под ближайшее дерево, где оставляли на несколько дней (если родные не забирали тело для захоронения, то этим обязаны были заниматься органы феодального правосудия).
В средневековом Париже существовал достаточно хорошо организованный мир профессиональных нищих, которые попрошайничество превратили в целое искусство. В каждом квартале были свои бедняки, часто селившиеся у дверей приходской церкви. Они точно знали, когда будет раздача хлеба или милостыни у монастырей, на похоронах, свадьбах и крестинах, а также религиозными общинами на праздники своих покровителей. Официально просить милостыню имели право слепые из приюта Кэнз-вэн («Пятнадцать-двадцать») или монахи-францисканцы (часть собранного подаяния последние раздавали нищим). К концу Средневековья (вторая половина XV века) показное нищенство стало раздражать парижских мещан, которые были уже не в силах бороться с количеством нуждающихся и требовали от властей принять меры (вариантами решения этой проблемы стали приюты для бродяг и религиозное нищенство, включившее часть бедняков в деятельность по «спасению души»). Кроме того, в этот период всё сильнее ощущались социальный страх перед бродягами, презрение к бедным и неприятие приезжих. Парижский городской кризис и несчастья Столетней войны толкали на стезю нищенства, бродяжничества и воровства большое число людей. Но когда мир вернулся, а городское хозяйство постепенно стало восстанавливаться, страх остался. Именно страхом было продиктовано требование парижских мещан усилить контроль над нравственностью, проводить регулярные проверки групп, считавшихся опасными (бедняков, студентов и даже женщин), принимать меры по надзору, выдворению и изоляции неблагонадёжных граждан. Избавление от бродяг, наводнивших Париж и занявших многие покинутые дома, стало одной из целей программы городской реставрации Карла VII и его преемников.
Нередко и среди массы безденежных клириков попадались мошенники, не принадлежавшие к миру Церкви, которые, пользуясь почётом и полномочиями духовенства, вводили в заблуждение простых мирян, выуживали у них деньги или принуждали оказывать различные услуги. Махинации мнимого монаха или священника были столь же распространённым сюжетом фаблио, как и истории о вороватом купце или неверной жене. В конце Средневековья преследования фальшивых клириков усилились, этим занимались как гражданские власти, так и реформированный в 1451 году Парижский университет.

## Экономика
В эпоху Средневековья главными отраслями экономики Парижа были торговля и ремёсла. Ещё в XIII веке немалую роль играло сельское хозяйство (огороды, виноградники и подсобное животноводство). Большое влияние имела католическая церковь, особенно епископ Парижа и аббаты крупнейших монастырей, владевшие землями и постройками, а также собиравшие пошлины с домов, дорог и продаваемых на своей территории товаров, налоги на покупку вина и зерна для личного пользования, оброки за право передачи крепостными имущества своей семье, плату за пользование печью и прессом для вина. Кроме того, немалые доходы приходам приносили пожертвования во время церковных служб и праздников, подношения за совершение обрядов крещения, бракосочетания и похорон (также некоторые аббатства собирали подати на военные нужды короля, то есть выступали в качестве откупщика). В конце XIII века все ранее существовавшие пошлины (например, «винный оброк» или «луговой оброк», то есть налоги, собираемые с земель, ранее занятых виноградниками, пастбищами или сенокосами) были объединены в земельный налог, ежегодная уплата которого стала основанием и подтверждением неоспоримых прав владельца на землю и находящуюся на ней недвижимость. Также к концу XIII века всё городское пространство было разделено на приходы (часть из них совпадало с оброчным округом, а часть — нет, что привело к образованию довольно сложной городской географии: беспорядочное скопление маленьких приходов в центре и больших — на периферии).
Такая религиозная география с незначительными изменениями сохранялась на протяжении всего Средневековья. Сборщики налогов работали согласно приходскому делению города (в податных реестрах налогоплательщики были закреплены за приходами и улицами). Левобережье облагалось меньшим налогом, чем торговый правый берег, и было не столь богатым (хотя там проживали дворяне, духовенство и множество клерков, но они не платили податей; в конце XIII века на левом берегу был зарегистрирован лишь один крупный налогоплательщик). Стоимость жилья в новых кварталах была ниже, но деления города на сословные зоны не было, горожане с разными уровнями дохода жили рядом. В XII и начале XIII века заселение города происходило по особым договорам или контрактам — землевладельцы предлагали арендаторам платить строго оговорённый денежный оброк, предоставляли льготы на другие выплаты и судебную защиту (эти льготы привлекали зажиточных поселенцев, способных финансировать постройку дома). Во второй половине XV века во избежание споров на фасадах домов, которые находились на перекрёстках округов, стали вывешивать щиты с гербом оброчного округа, к которому они принадлежали, что являлось наглядным доказательством власти сеньора (иногда в мостовые вбивали столбики с указанием границы округа).
Важными статьями доходов городской казны были дорожные пошлины с торговцев, которые прибывали в Париж или проезжали через столицу, а также пошлины за проезд по мостам через Сену, пошлины, взимаемые на мощение дорог, улиц и мостов. Хождение имели три типа денег: золотые монеты для крупных сделок, серебряные монеты и так называемые «чёрные деньги», в которых содержание драгоценных металлов было минимальным. В расчётах использовалась система из ливров, су и денье, в которой один ливр равнялся двадцати су, а один су — двенадцати денье. При Каролингах и Капетингах господствовал парижский ливр, но при Филиппе II Августе его стал вытеснять турский ливр (четыре ливра парижской чеканки равнялись пяти турским ливрам). Ренты, долги и счета, предъявляемые к уплате, выражались в разменной монете, и парижанин мог точно определить, скольким монетам соответствует сумма, указанная в ливрах, су и денье. Кроме французских в обращении имелись иностранные золотые и серебряные монеты, которые принимали менялы.
Париж привлекал толпы бедных и неимущих, искавших работы, крова и пропитания. На Гревской площади существовала неофициальная «биржа труда», где подёнщику из числа неквалифицированных рабочих или разорившихся ремесленников можно было наняться на стройку или разгрузку в порту, а также стать временным подмастерьем, торговцем вразнос или слугой (среди огромной массы лакеев и слуг была особенно жёсткая конкуренция). Кроме экономических переселенцев, по большим праздникам или во время важных политических событий Париж принимал массу гостей из провинций и других государств. Помимо гостиниц и постоялых дворов приезжие останавливались либо у родственников (чем не пренебрегали даже вельможи), либо в шатрах, разбиваемых по такому случаю возле городской стены или на берегу реки.
Подавляющее большинство мелких и средних предприятий средневекового Парижа были семейными, а вокруг отдельной семьи хозяина формировалась небольшая община из числа слуг, учеников, подмастерьев и помощников, которые нередко жили все под одной крышей, делили с хозяином мастерской или лавки стол и кров. Кроме того, рядом с домом главы семьи селились ближайшие родственники (сыновья, зятья или братья), а также земляки из одной деревни или провинции, создавая таким образом торговые или ремесленные объединения семейного и земляческого типа. Вне цехов стояли многочисленная домашняя прислуга и подёнщики. Даже семьи со скромным доходом нанимали слуг, не говоря уже о том, что на положении домашней прислуги жило большинство работающих женщин: от экономок, кухарок, горничных, нянь и гувернанток до дальних родственниц, получавших стол и кров за работу по дому. В богатых домах с большим штатом прислуга жила целыми семьями (среди мужских профессий были дворецкие, садовники, конюхи, смотрители псарен, истопники). Среди других профессий работавших парижанок чаще всего встречались перекупщицы, продававшие в розницу всякого рода продукты питания, галантерейщицы, торговавшие богатыми украшениями, шляпницы, швеи, ткачихи, прядильщицы и прачки, работницы трактиров и постоялых дворов, старьёвщицы.
До начала XIV века мир парижских наёмных работников, мастеров и торговцев был относительно стабилен, он справлялся со своими внутрицеховыми проблемами и обеспечивал порядок. Иногда, правда, происходили столкновения между цехами, обвинявшими друг друга в нечестной конкуренции, долгах или мошенничестве, но их удавалось быстро погасить или самим цехам, или властям. В 1306 году домовладельцы Парижа попытались обязать жильцов (в основном людей наёмного труда, слуг или бедных мастеров) вносить арендную плату полновесными деньгами, то есть увеличить её примерно на треть, на что народ ответил бунтом. Разъярённая толпа разграбила имение купеческого прево Этьена Барбетта, напала на людей короля и даже королевские склады. После эпидемии чумы (Великая чума 1348 года) сохранить спокойствие уцелевших от мора ремесленников и мелких лавочников становилось всё труднее и труднее.
В 1350 году король Иоанн II Добрый издал ордонанс, согласно которому требовалось привести заработную плату к уровню, который существовал до эпидемии, а также наказывать хозяев и рабочих, которые сговаривались между собой о повышении платы за труд или отказывались трудиться, если им не повысят жалованье (то есть власти, по совету парижских нотаблей и буржуа, таким образом пытались установить максимальный уровень оплаты труда). В дальнейшем все парижские восстания имели в той или иной мере экономический окрас: Этьена Марселя в 1356—1358 годах, майотенов в 1382 году и кабошьенов в 1413 году. На улицу выходили, прежде всего, беднота и разорившиеся ремесленники, которыми в разное время успешно манипулировали различные политические фракции (в XIV веке — наваррцы, в XV — бургиньоны) и влиятельные буржуа, в руках которых толпа была лишь орудием достижения собственных целей. После восстания кабошьенов королевская власть стала опасаться, как бы парижские ремесленные цехи не превратились в источник неповиновения и бунтарства.

### Торговля и финансы
В эпоху Меровингов основой экономики Парижа являлась речная торговля с Осером и Руаном. Основной грузооборот происходил в порту Ла Грев на правом берегу. Ярмарки привлекали восточных купцов из числа сирийцев и евреев, привозивших диковинные товары. Вдоль улиц, пересекавших Ситэ от северных до южных ворот, тянулись магазины и лавки. Парижский монетный двор был вторым по значению после марсельского и чеканил золотые монеты, ходившие в Галлии и Англии. В эпоху Каролингов и ранних Капетингов внешняя торговля была развита довольно слабо и не оказывала существенного влияния на экономику Парижа. Она удовлетворяла лишь потребности верхушки общества (королевского двора, феодалов и высшего духовенства) в предметах роскоши и экзотических продуктах, завезённых с Востока (шёлковые ткани, ювелирные изделия, дорогое оружие, пряности, в частности перец), а также в ремесленных изделиях из Италии. Торговля велась преимущественно заезжими купцами из числа итальянцев и евреев (они же были крупнейшими ростовщиками).
Постепенно росло число богатых горожан (купцы, ростовщики, владельцы домов и городских земель, главы цеховых корпораций), и ассортимент привозимых товаров также расширялся. В Париже продавались сукна из Фландрии и Италии, шёлковые ткани из Флоренции, ковры и пробковое дерево из Испании, товары из Византии и Египта (пряности, сахар, сухофрукты, редкие вина, ароматы, краски, драгоценные и полудрагоценные камни, стекло, шёлк, хлопок и шерсть). С начала XIII века резко возросла торговля по Сене, находившаяся в руках гильдии «речных купцов». Ганзейские купцы привозили зерно (рожь и пшеницу), меха, кожи, соль, рыбу, сало, мёд, воск, смолу, дёготь, янтарь и ценные породы дерева.
Розничная торговля в эпоху раннего Средневековья ещё не играла большой роли в городском товарообмене, так как большинство ремесленников сами продавали свои изделия. Но постепенно складывались специализированные цеховые корпорации торговцев мясом, рыбой, солью, вином, маслом. При Капетингах главный рынок находился на площади перед собором Парижской Богоматери, а специализированный хлебный рынок шумел на улице Жюиври. Много лавок группировалось возле Малого моста, соединявшего Ситэ с правобережьем, Большого моста, который вёл на левобережье, и пешеходного моста Планш Мибре (нынешний мост Нотр-Дам), а также вдоль оживлённых улиц Пти-Пон, Жюиври, Лантерн и Пти-Драпри.
В X веке знаменитая ярмарка Ланди переехала из Сен-Дени в район квартала Ла-Шапель, на место современной площади Ла-Шапель. Она была крупнейшей ярмаркой региона Иль-де-Франс и проходила ежегодно в июне, на протяжении двух недель. Сюда съезжались купцы из всех франкских земель, Прованса, Ломбардии, Испании и Византии. На ярмарке Ланди продавали ткани, шкуры, травы, специи, душистые масла, листы пергамента, но позже она переродилась в ярмарку скота. Кроме заморских товаров парижан на ярмарку завлекали канатоходцы, фокусники, жонглёры, танцоры и музыканты.
В XII—XIII веках, с расширением порта вдоль Гревской набережной, на правобережье стал расти новый торговый квартал, где продавали мясо и рыбу, селились ростовщики и ремесленники. Сюда же стремился простой люд, занятый на разгрузке судов с углём, лесом, зерном, солью и вином. Под стенами Большого Шатле (современная площадь Шатле) размещались скотобойни, на соседних улицах Гранд-Бушри и Тюэри шла бойкая торговля мясом, а Большой мост (или мост Менял) был облюбован менялами, лавками и мастерскими ремесленников. Большое значение для правого берега имело строительство здесь, на месте болотистой окраины, крупнейшего парижского рынка Шампо (ныне — территория квартала Ле-Аль).
В начале XV века на правобережье располагались специализированные зерновые, хлебные, мучные ряды, а также ряды, в которых продавали птицу, мясо, рыбу, яйца, фрукты, молочные продукты, уксус, травы, мётлы и лопаты. В Сен-Жан-ан-Грев торговали сеном, в Веннери — овсом, на улице Ферр — галантереей, у причала Сен-Жермен и на Гревской площади — дровами и древесным углём, на улицах Мортельри и Бюшри — строительным лесом, на улице Мариво — проволокой, на улице Сен-Дени — бакалеей, конской упряжью и лекарствами, у Пьер-о-Ле — молочными продуктами, у парижских ворот — цветами, ветками для украшения помещений, горшками.
Крупные парижские монастыри, соборы и церкви (особенно Парижской Богоматери, Святой Женевьевы, Сен-Жермен-де-Пре, Святого Мартина, Сент-Шапель) принимали у населения деньги и другие ценности на хранение, а также кредитовали под проценты королевский двор и простых горожан (с XIII века специалисты канонического права из Парижского университета даже дали определение нравственному и справедливому использованию денег, займа и кредита Церковью и предпринимателями, но критики со стороны проповедников и моралистов это не убавило). Королевская казна хранилась сначала в Консьержери, затем — в большой башне Лувра и донжоне Тампля (под контролем тамплиеров). Но близость к королевским деньгам и государственным финансам сулила не только прибыль, но и опасность и разорение. В 1307 году был разгромлён орден тамплиеров, одним из крупнейших должников которого считался Филипп IV, в 1315 году в Монфоконе был повешен советник Филиппа IV и хранитель казны Ангерран де Мариньи, в 1404 году на парижском рынке был обезглавлен советник Карла V и Карла VI, враг бургиньонов Монтегю, в 1454 году бежал кредитор и казначей Карла VII, влиятельный купец Жак Кёр.
Влиятельных парижских родов было немного, не все наследники успешно продолжали дело родителей. Эти семейства образовали свою среду, в которую посредством брака принимали новых членов, чаще всего буржуа и купцов из других провинций. Со временем члены родов обрастали властными полномочиями эшевенов или городских чиновников, они принимали активное участие в политических делах королевства, с ними советовались короли и епископы, используя их административную и финансовую компетенцию. Барбетты, Пье-д’Уа, Жансьены, Бурдоны, Арроды, Сарразены, Ожье, Туссаки и другие именитые парижские семейства поставляли эшевенов, имели родственников в городской управе или парламенте. Династии парижских коммерсантов владели недвижимостью на острове Ситэ (многие из них заняли дома евреев, изгнанных в 1182 году) и правобережье (в приходе Сен-Жермен-л'Осеруа, возле рынка Шампо или Гревской площади). Нередко к особняку главы семейства или поблизости от него пристраивался дом сына, зятя или брата, так что в итоге один род застраивал целый квартал.
Среди наиболее богатых родов Парижа выделялась семья Дезэссар, происходившая из буржуазии Руана и окончательно ассимилировавшаяся в Париже в XIII веке. Пьер Дезэссар был влиятельным столичным нотаблем, казначеем королевского двора и советником Карла IV Красивого, а также членом совета церкви Сен-Жак-де-ла-Бушри. За свои заслуги он и его жена были возведены во дворянство. Одна из дочерей Дезэссара вышла замуж за Этьена Марселя, впоследствии ставшего купеческим прево Парижа, другая — за Пьера де Лорри, который после смерти Пьера Дезэссара в 1348 году унаследовал его состояние, в том числе роскошный парижский особняк на берегу Сены (в 1356 году он был разрушен при возведении Марселем новой крепостной стены). Большим влиянием обладала семья де Сен-Лоран, основатель которой, торговец Жоффруа де Сен-Лоран, жил во второй половине XIII века и удачно женился на родовитой парижанке. Он приобретал крупные земельные владения в Париже и окрестностях, имел обширные связи и славился умением улаживать споры, но его сыновья не сумели продолжить начатое.
Влиятельные парижские купцы издавна объединялись в различные союзы и ассоциации (даже муниципальное образование Парижа являлось порождением ганзы речных торговцев). Торговые связи столицы с провинциальными поставщиками товаров и сырья проходили через ассоциации, поскольку ярмарочные торговцы должны были объединяться с парижскими купцами, чтобы вести дела в Париже. Такие торгово-финансовые союзы принимали самые различные формы и непрерывно поддерживались на протяжении всего Средневековья. Ассоциации охватывали не только внешнюю торговлю, но и любую производственную и торговую деятельность в городе. Они создавались на определённое время с правом продления этого срока, нередко просто по устному договору. Ассоциации позволяли своим членам увеличить капиталовложения и прибыли, они были формой взаимопомощи и солидарности. В списке парижских налогоплательщиков за 1297 год значились 156 мелких ассоциаций, в три десятка из которых входили люди, не являвшиеся родственниками. В 16 записях упоминалось об объединении двух или более компаньонов, с которых взимался общий налог. Но число таких объединений составляло абсолютное меньшинство по сравнению с семейными предприятиями под властью одного главы.

### Ремёсла
С эпохи раннего Средневековья ремесленники составляли значительную часть городского населения Парижа. Они сами продавали продукты своего труда, в основном пищевые продукты, гончарные и металлические изделия, ткани, кожи, готовую одежду и обувь, сбрую и плетёные корзины. В эпоху Меровингов важное значение имело производство ювелирных (возле Малого моста) и стеклянных изделий. В эпоху Капетингов начинает складываться цеховая организация ремесленного производства. При Людовике VII и особенно при Филиппе II в городской хартии появляются статьи, благоприятствующие развитию ремесленных корпораций. Наделяются различными привилегиями мясники, сапожники, меховщики и другие ремесленники.
К началу XIII века в Париже велось обширное строительство, на осушенных болотах возникали кварталы, которые заселялись ремесленным людом различных профессий. Профессия каменщика становилась одной из наиболее уважаемых, а под Парижем были прорыты огромные галереи, откуда извлекали камень для постройки домов, стен и храмов. Во второй половине XIII века по распоряжению парижского прево Этьена Буало в «Книге ремёсел» (фр. Livre des métiers) были собраны около 100 цеховых уставов столицы, но это далеко не полное число парижских цехов.
Цехи не только фактически монополизировали занятие ремеслом и жёстко регулировали производство, но и представляли собой организации взаимопомощи и даже отряды ополчения, которые несли гарнизонную службу на вверенном им участке городской стены, а во время войны обязаны были выставлять определённое количество солдат. Из среды ремесленников выходили многие парижские кюре (приходские священники) и каноники, старосты приходских советов, муниципальные чиновники (глашатаи, приставы или квартальные). Также ремесленные цехи снаряжали и снабжали солдат, лучников и арбалетчиков, а квартальные отвечали за оборону вверенных им военных округов.
В начале XIV века в Париже насчитывалось более 300 ремесленных цехов, объединявших 5,5 тыс. ремесленников (наиболее влиятельными считались каменщики, плотники, штукатуры, кровельщики, мясники, башмачники). В начале XV века многие парижские кварталы и улицы имели свою специализацию: на улице Пеллетри (Ситэ) изготовляли кровати, на Английской улице (левобережье) — ножи, но большинство ремесленников было сосредоточено на правом берегу. Здесь, у ворот Сент-Оноре производили сукно, на улице Ломбардов — текстиль, на улице Кордонри — кожи и башмаки, возле кладбища Сен-Жан — сундуки и лари, на улице Мариво — гвозди, на улице Омри — оружие, на улице Сен-Мартен — бронзовые изделия, в Вуарри — изделия из стекла, на улице Кенкампуа — ювелирные изделия, в Таблетри — изделия из слоновой кости, на улице Курари обрабатывали драгоценные камни. Возле церкви Сен-Жак жили писцы, на улице Командрес — женщины, занимавшиеся наймом слуг и горничных, на улице Менестрелей — соответственно, менестрели.
Экономический кризис начала XV века привёл к разорению многих ремесленников и упадку Парижа. Одной из существенных черт экономической политики Людовика XI являлось покровительство мануфактурам и поощрение экспорта товаров. В 1467 году вышел ордонанс, в котором ремесленные цеха были перечислены в порядке почётности в списке цеховых стягов. К концу эпохи Средневековья в Париже уже существовали довольно крупные производства. Например, рядом с Луврской крепостью, на месте современного сада Тюильри добывали глину и обжигали черепицу (фр. tuile — черепица), возле Турнельского дворца, в районе современной площади Вогезов работала шёлковая мануфактура.
Ремесленники приспосабливали под мастерскую одну либо несколько комнат в том же доме, где они жили (обычно это была «рукодельня» — передняя комната, выходящая на улицу, через окно которой и велась торговля произведёнными здесь же изделиями). Но некоторым требовалось переоборудовать помещения под особенности производства, например, булочники и гончары строили специальные печи. Вдоль реки находились мукомольные водяные мельницы (например, на Большом мосту), скотобойни (особенно вокруг Большого Шатле и в квартале Фобур-Сен-Марсель) и мастерские красильщиков тканей (так, семейство Гобеленов в конце Средневековья заняло берега реки Бьевра в районе современного квартала Фобур-Сен-Марсель, где в 1601 году была основана знаменитая мануфактура Гобеленов). Суконщики концентрировались в восточной части правобережья Сены, где располагались устройства для просушки, стрижки и натягивания сукна. А в остальном средневековую столицу характеризует большое распространение трудовой деятельности по всему городу.
Среди ремесленников была своя иерархия: наверху стояли руководители цехов и корпораций (старшины, присяжные и синдики), далее шла основная масса мастеров, которым, в свою очередь, подчинялись слуги, помощники, ученики и подмастерья. Если повара устанавливали срок ученичества в два года, то бельевые ткачи и булочники — в четыре года, изготовители железных пряжек, пуговиц и ремней — в восемь лет, ювелиры, волочильщики проволоки и резчики по хрусталю — в десять лет, а изготовители янтарных украшений — в 12 лет. Во время обучения родители ученика платили мастеру обговорённую ранее сумму, но если по какой-либо причине они не могли заплатить денег — срок обучения увеличивался на пару лет (что превращало уже подготовленного ученика в фактически бесплатного рабочего). Часть средств от обучения сторонних цехи направляли в фонд, из которого затем оплачивали учёбу детей обедневших мастеров своей общины. Мастера имели право выкупить нужного им ученика у другого мастера или за соответствующую плату уступить своего ученика даже до окончания срока его обучения. Ученик, пострадавший от некомпетентности своего мастера, мог подать жалобу присяжным, надзирающим за данным цехом. Если сам мастер отказывался от ученика, то цех обязан был назначить другого мастера, который завершит обучение. Руководители цехов экзаменовали мастеров, желавших обучать учеников, и штрафовали нерадивых педагогов. В некоторых цехах для получения звания мастера ученик должен был изготовить дорогостоящий «шедевр» или пройти экзамен у цеховых старшин на предмет способности работать самостоятельно (кроме того, присвоение звания мастера сопровождалось особой церемонией).
Подручные и подмастерья заключали с мастером договора либо о сдельной работе, либо о недельном или годовом найме. Руководители цехов следили, чтобы мастера не переманивали рабочих, заключивших договор с другим мастером, чтобы подмастерья принимали присягу цеха и не получали жалованья больше положенного. Под контролем власти община мастеров избирала присяжных и смотрителей цеха, которые устраивали обе стороны. Разорившиеся или обнищавшие мастера вновь становились наёмными работниками, иногда переходя даже в категорию учеников. В отличие от цеховой общины, которая объединяла только людей, непосредственно занятых в профессиональной деятельности (мастеров, подручных, учеников), цеховое товарищество объединяло всех, кто проживал вместе с членами этого цеха: жён (если они не работали вместе с мужьями), детей и всю домашнюю прислугу, а также обнищавших или старых мастеров, калек, сирот и вдов, которым помогали из кассы взаимопомощи. Трудовой день начинался с восходом солнца, когда трубил дозор на башне Шатле, и заканчивался с закатом, когда нужно было уже зажигать свечи и начиналось патрулирование городской стражи. Со второй половины XIV века время оплачиваемого труда стали измерять часами, то есть все дни имели одинаковую продолжительность — двенадцать часов, но замена старинных способов, пришедших из монастырей, новыми методами, родившимися в городе, происходила довольно медленно (механические часы были большой редкостью, парижане обычно пользовались песочными часами).
Во второй половине XV века среди ремесленных цехов стали происходить структурные изменения, усилился процесс дробления корпораций и гильдий (например, среди деревообработчиков выделились столярные и плотницкие цехи, аптекари отделились от бакалейщиков). Но фактически цехи смогли сохраниться и укрепиться, просуществовав до Великой французской революции. На заре Нового времени часть ремесленников стала считать корпорации слишком стеснительными и принялась селиться в пригородах, вне строгого контроля со стороны парижских цехов. Отчасти это было обусловлено тем, что внутренние ограничения (например, необходимость изготовления «шедевра»), закрывавшие доступ к званию мастера для самых бедных учеников, становились жёстче, а число исключений и привилегий, предоставляемых детям мастеров, наоборот, росло. В ответ на увеличение разрыва между наёмными работниками и мастерами, ученики и подмастерья стали создавать собственные профессиональные организации для защиты своих прав и интересов.

## Медицина и санитария
Средневековый Париж в плане гигиены и санитарии представлял собой довольно удручающее зрелище. В городских дворах и на окраинах нередко держали домашнюю птицу и мелкий скот (свиней, коз и овец), причём свиньи искали себе пропитание в самом городе, так как весь мусор и остатки пищи выбрасывались прямо на улицу. Сточные воды текли по мостовым прямо в Сену или её приток Бьевру (первый крытый водосток со времён галло-римлян появился лишь в 1370 году). В жилых кварталах размещались скотобойни, кожевенные и красильные мастерские, кузницы, мясные и рыбные лавки. Поэтому Париж отличался грязью и вонью. В засушливую пору в городе было трудно дышать из-за зловонной пыли, а в дождь улицы превращались в настоящее болото. В подобных условиях для Парижа была характерна высокая смертность и нередки массовые эпидемии, но часто единственным «лечением» являлись религиозные процессии, публичные проповеди и молебны святым целителям, вроде Святого Фирмина или Святого Антония (так, больных чумой несли в аббатство Святой Женевьевы или собор Парижской Богоматери, рискуя ещё большим распространением болезни). Эпидемии дополняли проказа, дизентерия и голод, гнавший в столицу толпы обездоленных (например, в XI веке было 48 голодных лет, в правление Филиппа II Августа 11 раз свирепствовал голод).
В середине VII века на острове Ситэ парижский епископ Ландри основал первую в городе больницу Отель-Дьё («Божий дом»). Подобные больницы, находившиеся в ведении Церкви и походившие больше на благотворительные приюты, чем на лечебные заведения, строились возле аббатств и церквей, обслуживали в основном бедняков, и работали в них преимущественно монахи (врачи, занятые на постоянной основе, появляются в парижских больницах только в XV веке). В XIII веке Людовик IX основал больницу для слепых Кэнз-вэн («Пятнадцать-двадцать» или «Пятнадцать двадцаток»), названную так потому, что первыми её пациентами были 300 крестоносцев (15 раз по 20), лишившихся зрения во время похода. Богадельни существовали благодаря дарам и завещанному имуществу, они давали временный стол и кров беднякам и паломникам. Для большинства горожан семейными врачами выступали аптекари и знахари, а хирургические вмешательства производили цирюльники (также делали кровопускания), повитухи, костоправы и зубодёры. Врачи, получившие образование на медицинском факультете Парижского университета, конфликтовали с такими хирургами и делали всё от них зависящее, чтобы исключить эту корпорацию из почтенного сословия учёных мужей. А в 1452 году врачи добились права не пребывать в обязательном порядке в статусе клириков (хотя это правило на практике уже давно строго не соблюдалось). К концу Средневековья парижские богадельни стали принимать медицинскую направленность, а за городской чертой существовал даже лепрозорий. Кроме того, в городе имелись дома для раскаявшихся проституток, большое общежитие бегинок, в котором женщины вели почти монашеский образ жизни, объединения одиноких женщин.
В 1186 году Филипп II Август издал указ о реконструкции парижских улиц, которые со времён римлян покрылись толстым слоем зловонной грязи. Начатые масштабные работы преследовали две цели: повысить безопасность движения на скользких дорогах и устранить отвратительную вонь, которая докучала горожанам. Реконструкция началась с улицы Барьери, и постепенно основные городские артерии, особенно те, что вели к мостам и порту, а также главные площади были заново вымощены квадратной брусчаткой (особое внимание уделялось оживлённым улицам Сен-Дени, Сен-Жак, Сент-Антуан и Сент-Оноре). Также при Филиппе II от мусора были очищены кладбища, отныне закрывавшиеся на ночь, оттуда были изгнаны облюбовавшие их проститутки. Городские власти облагородили берега Сены и портовые зоны, обязав горожан вымостить остальные участки улиц перед своими домами самостоятельно и в дальнейшем убирать и чинить их по мере необходимости (особенно плачевное состояние было у кладбища Невинных на равнине Шампо, где велась бойкая торговля, встречались влюблённые, а во время дождя оно превращалось в зловонное болото; в 1187 году кладбище было огорожено каменной стеной). Со временем специальные королевские и феодальные смотрители дорог стали штрафовать жителей за скопившийся на улице мусор, который те старались на двухколёсных тележках вывозить на свалку за городом (документальные свидетельства о приказах и распоряжениях убирать мусор с улиц имеются, по меньшей мере, с XIII века). При Филиппе IV процветающий Париж не вызывал особых нареканий у жителей в плане поддержания порядка.
Во второй половине XIV века парламент предписал аббатству Святой Женевьевы вынести за пределы города (в пригород Сен-Марсель) скотобойни, так как подчинявшиеся монастырю мясники выбрасывали прямо на мостовую потроха забитых и освежёванных животных, и от этого зловоние распространялось по всей округе (кроме того, мясников обязали хранить сточную воду и отходы в закрытых ёмкостях и выбрасывать их за городской чертой). В конце XIV века Карл VI выделил средства на очистку реки Бьевры, которая к тому времени превратилась в сточную канаву (деньги, ранее выделенные городом на эти цели, были потрачены на ремонт Малого Шатле, что вызвало недовольство короля). Несмотря на все усилия, есть свидетельства того, что в начале XV века правила соблюдались не так строго, например, площадь Мобер, один из основных торговых перекрёстков Парижа, была завалена мусором. В первой половине XV века многие дома были покинуты, разрушены или самовольно захвачены бродягами и бедняками. Общий упадок города сказался и на поддержании чистоты на улицах.
В средневековом Париже было много животных, как домашних, так и рабочих. Парижане держали собак для охраны имущества или охоты, держали всякого рода птиц: певчих — для услады, сидевших в обычных клетках, ловчих — для той же охоты, которых содержали в вольерах, белых голубей — для религиозных праздников или въездов королей в столицу. Знать держала диких или экзотических животных (например, герцог Беррийский держал медведей, а в королевском зверинце, который находился в саду при особняке Сен-Поль, жили львы). Для транспортировки грузов и перевозки людей использовали лошадей и ослов. Многие парижане разводили домашнюю птицу и свиней (последних выпасали на заливных лугах, а потом гнали по улицам на бойню). Со временем блюстители порядка стали штрафовать хозяев, чьи свиньи бродили по улицам, или конфисковывать животных и передавать их богадельням (исключение делалось только для свиней аббатства Святого Антония). Временами серьёзную проблему представляли стаи бродячих собак. О здоровье или исцелении животных молились в церквях: в церкви Святого Северина — о лошадях, в церкви Святого Петра Бычьего из прихода мясников — о быках.
Воду в домашних хозяйствах парижане старались расходовать экономно, так как если рядом не было колодца, то приходилось идти к реке или общественному источнику, у которого нередко выстраивалась очередь, либо платить водоносам (в летние месяцы Сена нередко сильно мелела, что ещё больше усугубляло дефицит чистой воды). В простых домах не всегда имелась уборная или выгребная яма, поэтому грязную воду выливали в жёлоб, выходивший на улицу или к ближайшей сточной канаве. Нередко между соседями возникали конфликты по поводу вывоза мусора или пользования общим колодцем. Жители средневекового Парижа хорошо знали о вреде употребления плохой воды, поэтому отдавали предпочтение проточной воде из Сены или Бьевра (хотя и в реки попадали грязные воды из кожевенных и красильных мастерских, скотобоен и простых уборных). Вода из колодцев или цистерн для водосбора служила преимущественно для мытья и реже — для приготовления пищи. Стирку, требовавшую большого количества воды, было принято поручать профессиональным прачкам, облюбовавшим берега Сены. В домах для личной гигиены существовали чаны для купания, тазы для мытья головы или ног, умывальники на ножке для мытья рук после трапезы (они были обязательны в приличных домах, так как ели руками, используя только нож для разрезания мяса). Если в доме не было условий для принятия горячей ванны, обеспеченные горожане ходили в публичные бани, а бедняки довольствовались летом купанием в Сене. В банях можно было искупаться и попариться, заказать еду, вино, а нередко — и интимные услуги (мужчин и женщин в бани пускали по очереди, но существовали и отдельные мужские и женские бани). Однако в конце Средневековья многие бани закрылись из страха перед болезнями и из-за насаждавшейся Церковью нравственности. Для оздоровления воздуха в домах летом на полу рассыпали свежескошенную траву. Также парижане всеми возможными (порой довольно экстравагантными) способами боролись с блохами, молью, комарами, мухами и мышами.

## Средневековый Париж в художественной литературе
- «Крики Парижа» (XIII век) Гильома де Вильнёва.
- «Трактат о похвалах Парижу» (первая четверть XIV века) Жана де Жандена.
- «Прощай, Париж, прощайте, пирожки» (вторая половина XIV века) Эсташа Дешана
- «Баллада о парижанках» (третья четверть XV века) Франсуа Вийона
- «Квентин Дорвард» (1823) Вальтера Скотта.
- «Собор Парижской Богоматери» (1831) Виктора Гюго.
- «Чудо волков» (1924) Анри Дюпуи-Мазуэля.
- «Королевский казначей» (1947) Томаса Костейна.
- «Проклятые короли» (1955—1977) Мориса Дрюона.
- «Апрель в Париже» (1962) Урсулы ле Гуин.

Многие трагические события истории города первой половины XV века подробно описаны в анонимном «Дневнике парижского буржуа» — одном из важнейших источников эпохи, составленном очевидцем.